# ЛМ-2008
ЛМ-2008 (71-153 і 71-153.3) — пасажирський односторонній чотиривісний трамвайний вагон з низькою підлогою в середині вагона.

## Історія

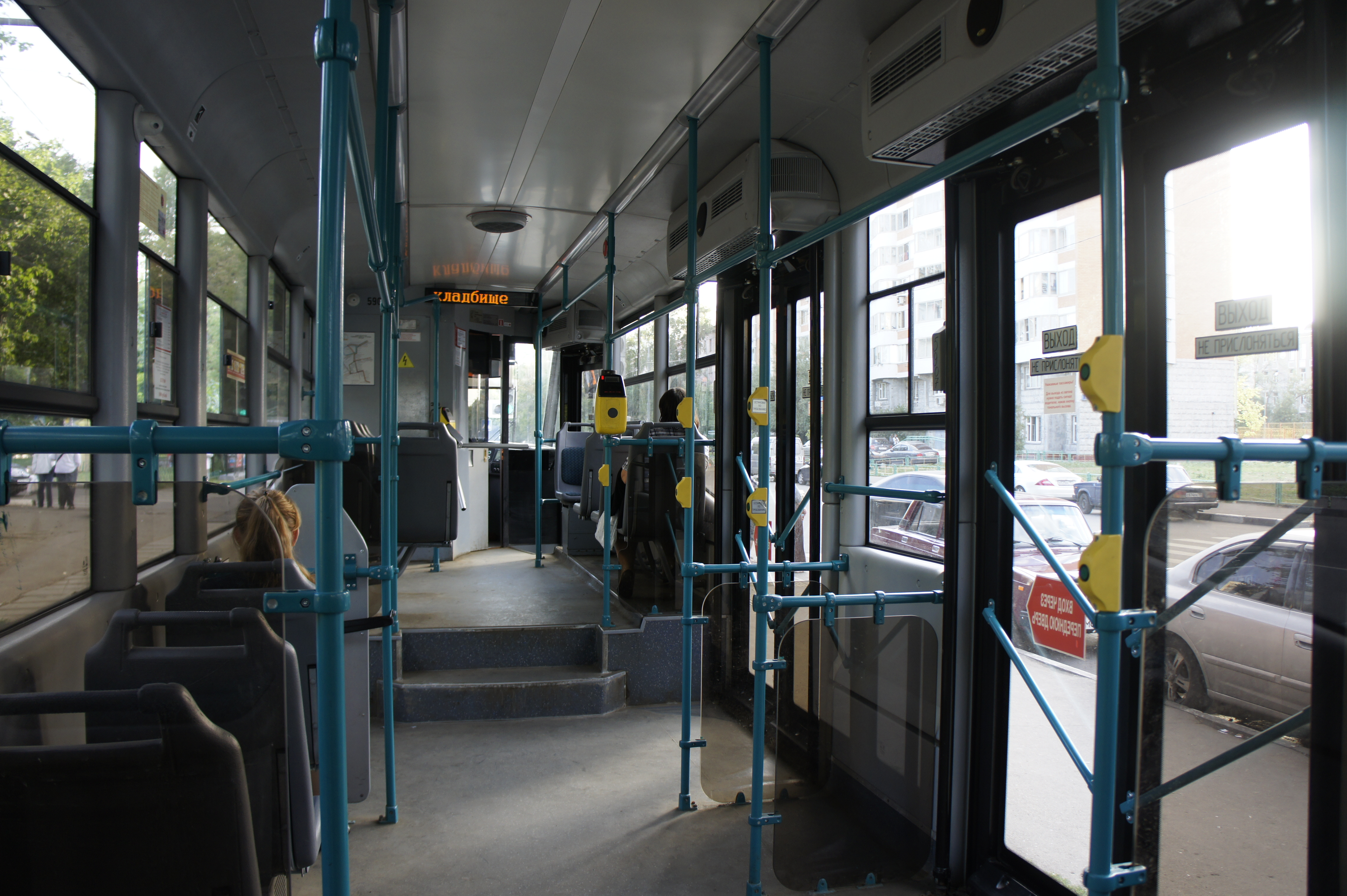
Інтер'єр трамвайного вагону ЛМ-2008

Будівництво прототипу почалося в кінці 2007 року, а 5 березня 2008 року розпочалися його випробування. 15 травня 2008 року випробування закінчені і рішенням міжвідомчої комісії (МВК) трамвай отримав офіційне схвалення на експлуатацію на вулицях міста та був рекомендований до серійного виробництва. Пізніше, на дослідному екземплярі були замінені світлодіодні маршрутовказівники АГІТ на нові табло фірми «BUSE», що мають блинкерні матриці і світлодіодне підсвічування, завдяки яким їх краще видно у будь-який час доби. На серійних вагонах встановлювалися інформаційні системи фірми «РІПАС».

## Конструкція

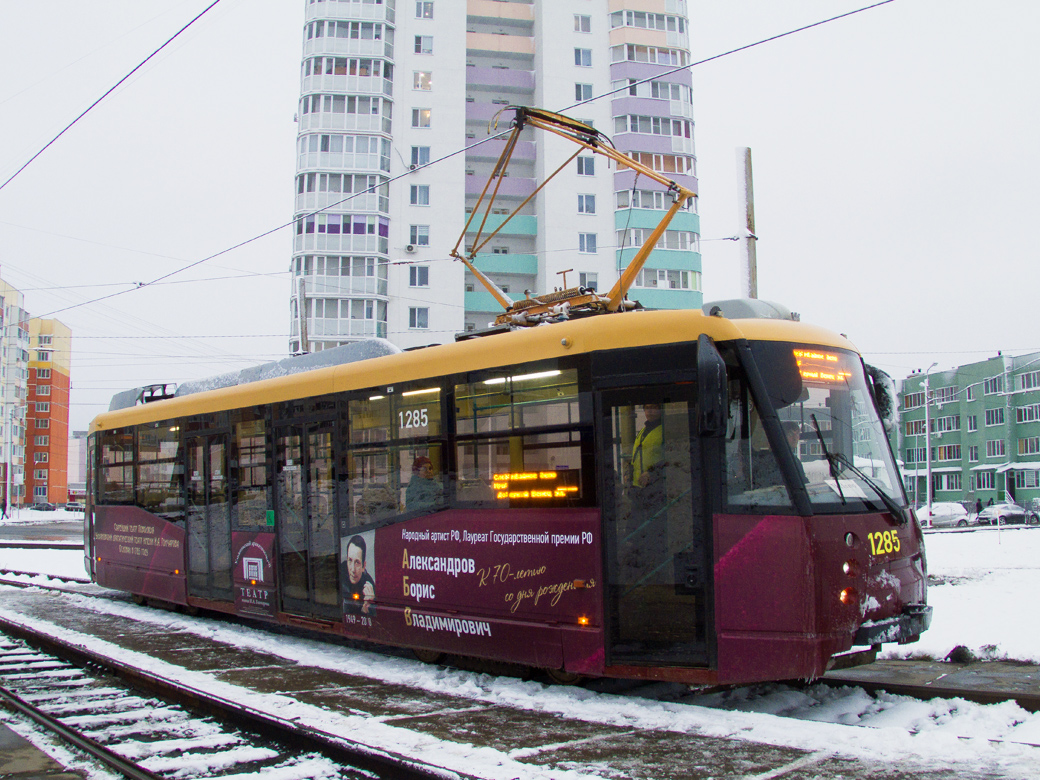
ЛМ-2008 в Ульяновську, вигляд спереду

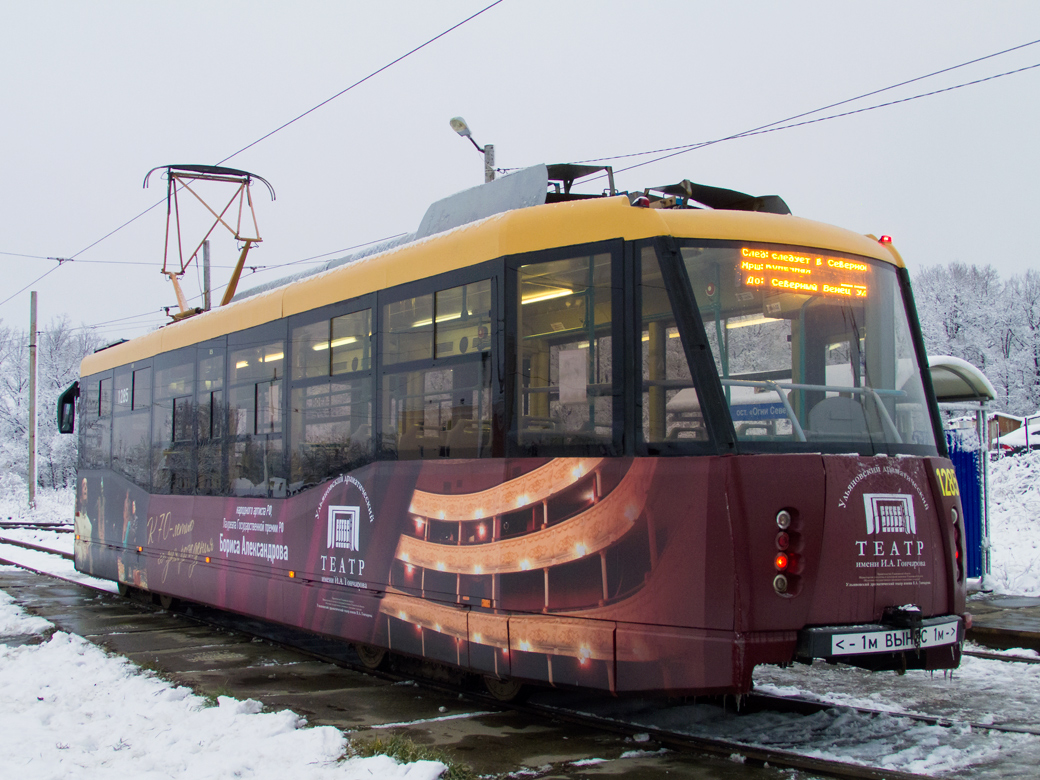
ЛМ-2008 в Ульяновську, вигляд ззаду

ЛМ-2008 - чотириосний трамвайний вагон колії 1524 мм зі змінним рівнем підлоги. Частка низької статі становить 40%.
Несучий каркас кузова — металевий, зовнішня обшивка бортів вагона, передня і задня панелі виконані зі склопластику. Загальна вага вагона порівняно з моделями попередніх поколінь знижена. Наслідком цього стало зниження експлуатаційних витрат (у тому числі витрати електроенергії).
Рівень підлоги в середній частині вагона низький - 350 мм від головки рейки. Накопичувальні майданчики в зниженій частині салону обладнані апарелями, що висуваються, і спеціально обладнаними місцями.
Двері — поворотно-лавіруючого типу, розташовані на початку (одностулкова), в низькопідлоговій частині (дві двостулкові) і в кінці (одностулкова) вагона.
Тягових електродвигунів чотири, по два на кожному з візків. Система управління асинхронними двигунами за допомогою IGBT-транзисторів. Основне гальмування - електродинамічний з можливістю  рекуперації. Для гальмування використовуються дискові механічні гальма з електроприводом.
Також присутні магніторельсові гальма. Передбачена можливість короткочасного руху вагона без контактної мережі.
Як струмоприймача використовуються напівпантографи «Lekov». На деякі вагони встановлено струмоприймачі ТПБ.

## Модифікації
- 71-153 — базова модель, яка не здатна працювати по СБО.
- 71-153.3 — здатний працювати по системі багатьох одиниць. Експлуатувалися тільки в Москві. 11 вагонів в 2018 році були передані до Ульяновська, 9 вагонів — до Нижнього Новгорода.
- 71-153.5 — поїзд з двох вагонів для човникового двостороннього руху. Виробництво не було запущено.

## Експлуатація
| Місто           | Тип      | Початок експлуатації | Кількість одиниць | Бортові номери                                             |
| --------------- | -------- | -------------------- | ----------------- | ---------------------------------------------------------- |
| Тула            | 71-153   | 2008 рік             | 1                 | 1                                                          |
| Санкт-Петербург | 71-153   | 2008 рік             | 33                | 1401 — 1433                                                |
| Красноярськ     | 71-153   | 2009 рік             | 1                 | 007                                                        |
| Ульяновськ      | 71-153.3 | 2018 рік             | 11                | 1279 — 1289                                                |
| Нижній Новгород | 71-153   | 2009 год             | 2                 | 2501, (4912)                                               |
| Нижній Новгород | 71-153.3 | 2019 год             | 10                | 2502, 2503, 2504, 2505, 2506, 2507, 2508, 2509, 2510, 2511 |
| Москва          | 71-153   | 2009 год             | 2                 | 4912, 4913                                                 |
| Москва          | 71-153.3 | 2010 год             | 21                | 4901 — 4911, 4914 — 4923                                   |
| Донецьк         | 71-153   | 2010 год             | 1                 | 3201                                                       |
| Маріуполь       | 71-153   | 2012 год             | 2                 | 401, 402                                                   |

### Санкт-Петербург

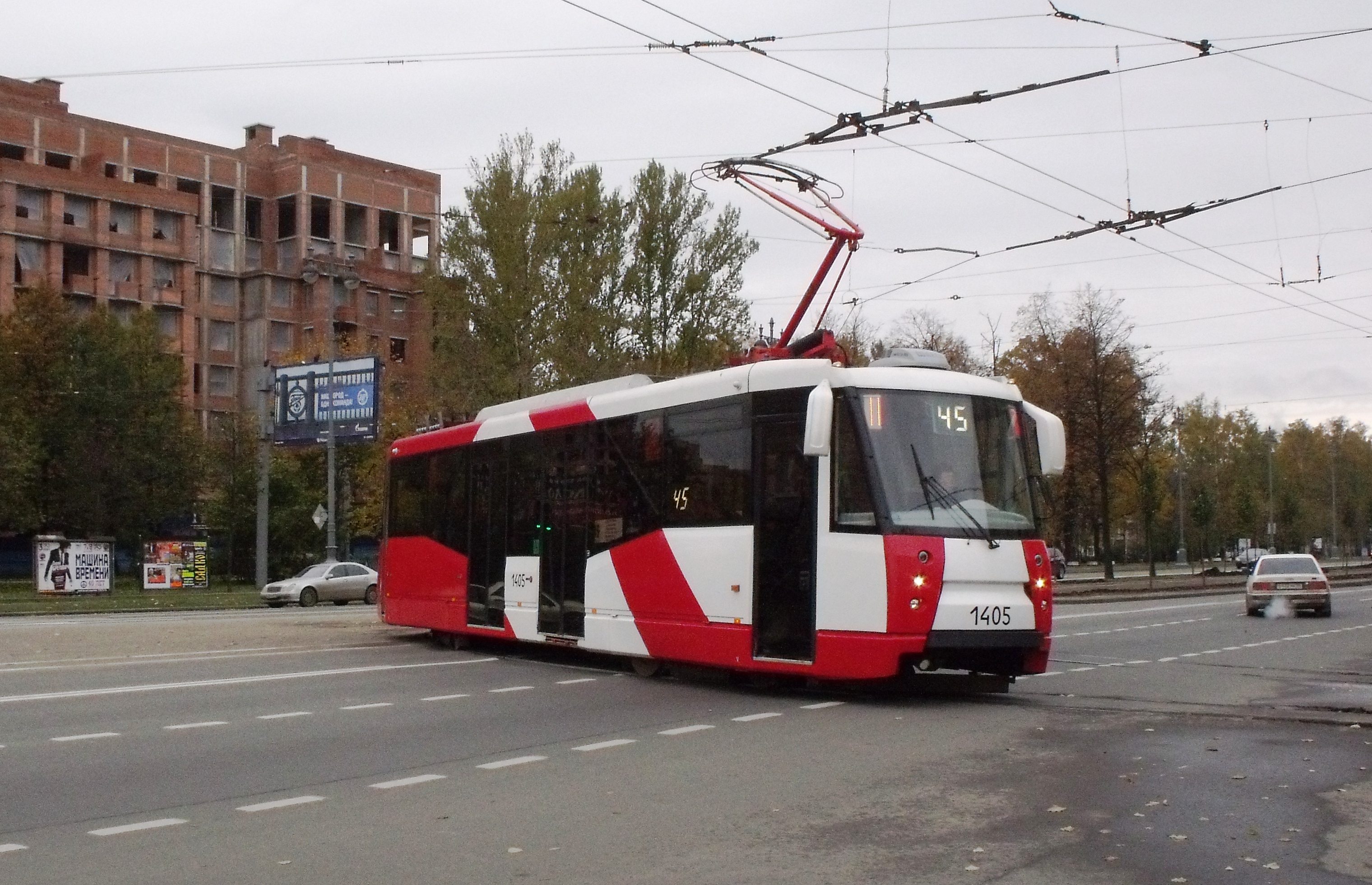
ЛМ-2008 в Санкт-Петербурзі

11 червня 2008 року в трамвайному парку № 2 імені Леонова відбулася офіційна презентація нового вагона, на якій віце-губернатор Олександр Полукєєв підкреслив переваги нового трамвая: 
|  | Ми вважаємо, що трамвай дуже зручний, хороший, красивий і гідний вулиць нашого міста |

16 червня 2008 року в газеті «Діловий Петербург» з'явилася інформація про те, що наступного року  ПТМЗ може втратити права постачання трамваїв для міста. У Комітеті з транспорту повідомили, що «вагони ще далекі від бажаного», а основною претензією є те, що не весь трамвай має низьку підлогу.
19 вересня 2008 року відбувся відкритий аукціон на право укладання державного контракту Санкт-Петербурга на придбання трамвайних вагонів для державних потреб Санкт-Петербурга, за результатами якого в 2008 році поставлено два вагони моделі ЛМ-2008. Вони потрапили до трамвайного парку №7 і отримали номери 7410 і 7411 (пізніше передані до трамвайного парку №1 з номерами 1410 і 1411). У червні 2009 року ВАТ «Петербурзький трамвайно-механічний завод» завершило виготовлення перших трьох трамвайних вагонів (модель 71-153 ЛМ-2008) із дев'яти запланованих до постачання для ГУП «Міськелектротранс» міста Санкт-Петербурга у 2009 році. 30 червня 2009 року вагони були успішно прийняті приймально-здавальною комісією Міськелектротрансу та передані до трамвайного парку № 1. У 2010 році здійснено закупівлю 15 таких трамваїв. Усі вони пішли до першого трамвайного парку.

### Тула

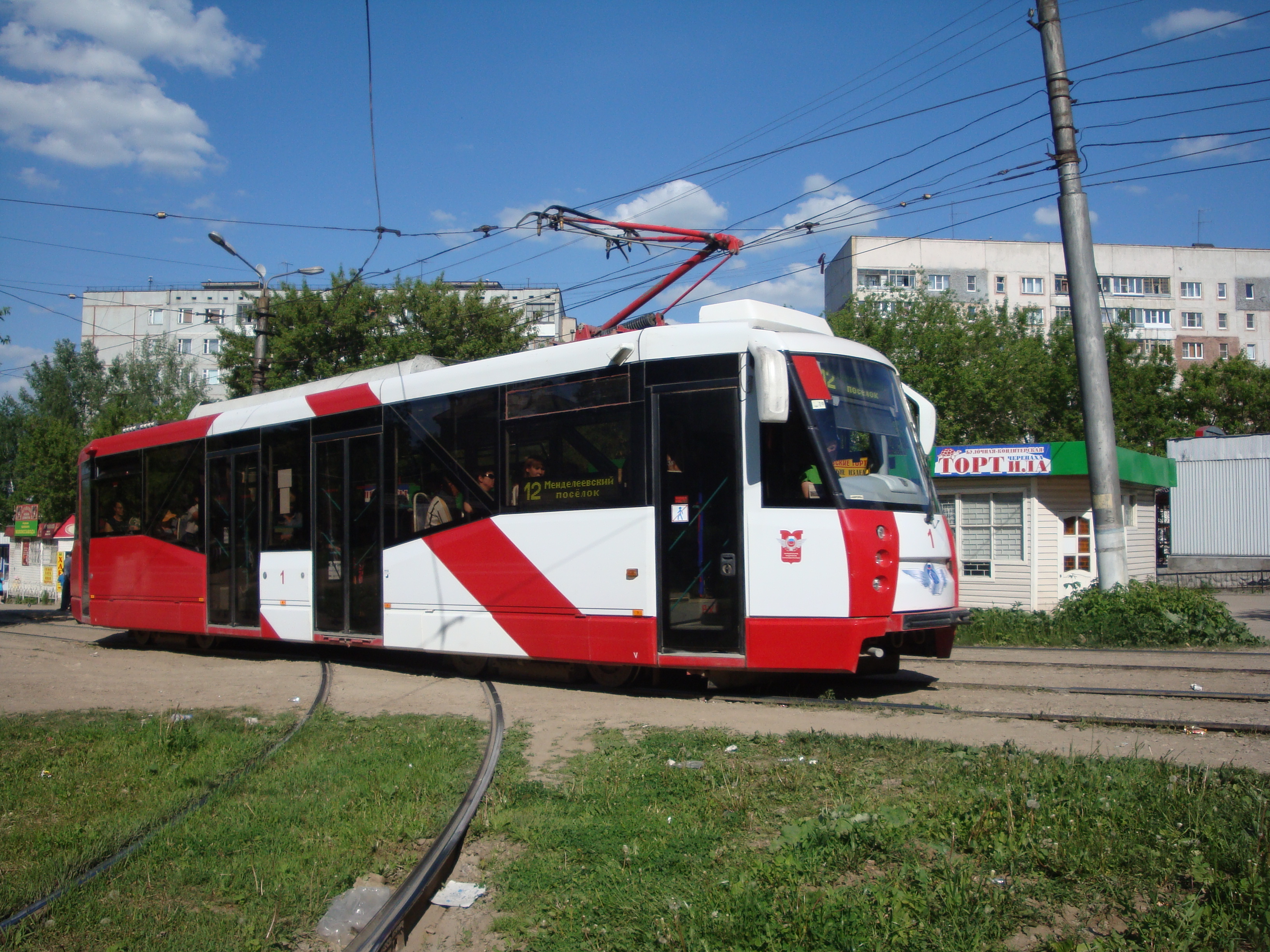
ЛМ-2008 в Тулі

29 серпня 2008 року між ВАТ «Петербурзький трамвайно-механічний завод» і МУП «Тулгорелектротранс» укладено контракт на поставку трамвайного вагона моделі ЛМ-2008. За словами Глави міста Володимира Могильникова ще десять таких вагонів повинні були з'явитися на вулицях міста в 2009 році. У переговорах про придбання вагонів у Санкт-Петербурзі брали участь депутати обласного центру, представники управління транспорту, зв'язку та дорожнього господарства адміністрації Тули, а також МУП «Тулгорелектротранс».
4 вересня 2008 року вагон ЛМ-2008 №001 занурений на вантажну платформу, а 6 вересня 2008 року відправлений до Тули. 8 вересня 2008 року вагон прибув до Тули. Широкій публіці вагон представлений 11 вересня 2008 року на презентації оновленої Жовтневої вулиці. З моменту початку експлуатації і досі отримав бортовий номер 1. До 2015 року був закріплений на маршруті №12, з 2015 року працює на маршруті №7.

### Москва

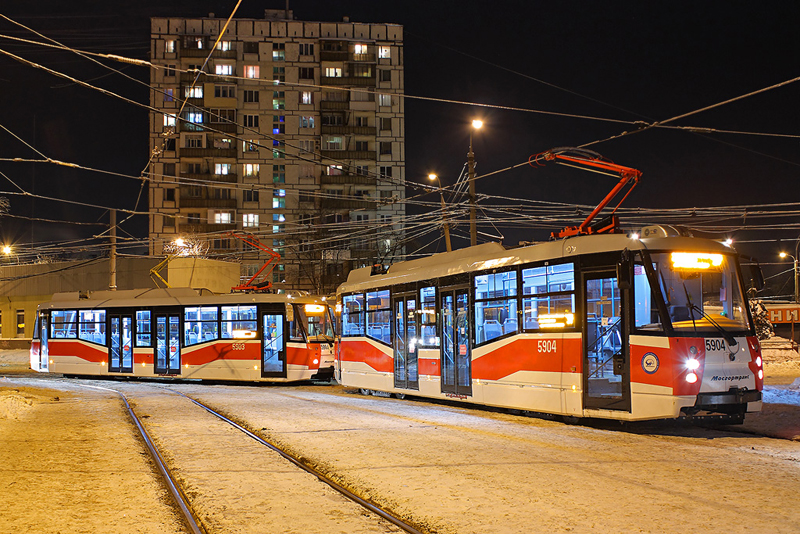
ЛМ-2008 в Москві

Першим ЛМ-2008, який з'явився в Москві, став вагон 71-153 із заводським номером 8, який був представлений на виставці «Громадський транспорт 2009» 11-13 березня на ВВЦ, де був нагороджений дипломом як переможець конкурсу перспективних розробок для міського електричного транспорту. Після закінчення вагон надійшов у Нижній Новгород і отримав номер 2501.
10 жовтня 2009 року до Краснопресненського депо надійшов вагон із заводським номером 19, який отримав бортовий номер 3050. Привід Чергос. З 8 листопада до літа наступного року випробовувався з пасажирами на маршруті 27, після чого не експлуатувався. 17 грудня 2010 року вступив до депо ім. Русакова і отримав номер 5901. 30 липня 2015 року передано до Жовтневого депо та отримав номер 4912. 15 грудня вийшов на лінію. Незабаром зламався і більше не працював.
18 грудня 2009 року до Москви відправлено вагон із заводським номером 20, який отримав у Краснопресненському депо бортовий номер 3051. Привід ЕПРО. З 3 лютого 2010 року до літа також випробовувався з пасажирами на маршруті 27. Наприкінці грудня 2010 року вступив до депо ім. Русакова і отримав номер 5902. Навесні чи влітку 2015 року зламався, після чого більше не працював. До Жовтневого депо надійшов 16.12.2015, але формально був туди переданий раніше, оскільки встиг отримати номер 4913 до об'єднання всіх депо до Трамвайного управління.
З листопада по грудень 2010 року до Москви надійшов 21 вагон моделі 71-153.3 із приводом ЕПРО та зміненою конструкцією кузова:
| Зав. № | Випущений | У Жовтневому | У Русаковій | На лінії з | Примітки                                                                       |
| ------ | --------- | ------------ | ----------- | ---------- | ------------------------------------------------------------------------------ |
| 40     | 11.2010   | 4901         | -           | 09.03.2011 | Відправлено до Москви 08.11.2010.                                              |
| 41     | 11.2010   | 4902         | -           | 02.2011    | Відправлено до Москви 09.11.2010.                                              |
| 42     | 11.2010   | 4914         | 5903        | 31.12.2010 | Перший 71-153.3 із пасажирами.                                                 |
| 43     | 11.2010   | 4915         | 5904        | 01.01.2011 |                                                                                |
| 44     | 11.2010   | 4903         | -           | 01.2011    | Відправлено до Москви 18.11.2010.                                              |
| 45     | 11.2010   | 4916         | 5905        | 05.01.2011 |                                                                                |
| 46     | 11.2010   | 4917         | 5906        | 02.2011    |                                                                                |
| 47     | 11.2010   | 4904         | -           | 02.2011    |                                                                                |
| 48     | 11.2010   | 4905         | -           | 03.2011    |                                                                                |
| 49     | 12.2010   | 4918         | 5907        | 06.01.2011 |                                                                                |
| 50     | 11.2010   | 4919         | 5908        | 16.01.2011 |                                                                                |
| 51     | 11.2010   | 4906         | -           | 05.2011    |                                                                                |
| 52     | 11.2010   | 4907         | -           | 02.2011    |                                                                                |
| 53     | 11.2010   | 4920         | 5909        | 03.2011    |                                                                                |
| 54     | 12.2010   | 4908         | -           | 03.2011    |                                                                                |
| 55     | 12.2010   | 4909         | -           | 03.2011    | ДТП 19.11.2011. Відновлено 08.2015, на лінії з 09.2015.                        |
| 56     | 12.2010   | 4910         | -           | 03.2011    |                                                                                |
| 57     | 12.2010   | 4921         | 5910        | 02.2011    |                                                                                |
| 58     | 12.2010   | 4911         | -           | 03.2011    |                                                                                |
| 59     | 12.2010   | 4922         | 5911        | 02.2011    |                                                                                |
| 60     | 12.2010   | 4923         | 5912        | 03.2011    | Останній ЛМ-2008 для Москви. Доставлений з ТРЗ в депо ім. Русакова 24.12.2010. |

Наприкінці липня – середині серпня 2015 року всі 71-153.3 з депо ім. Русакова передано до Жовтневого депо.
До початку 2018 року на лінії залишалося працювати лише кілька вагонів цього типу.
Станом на 2 березня 2018 року експлуатувався лише один вагон із номером 4919 (на всіх маршрутах депо без явного закріплення).
Влітку 2018 року розпочато передачу вагонів до інших міст Росії. Вагони №№ 4905, 4914-4923 передані в Ульяновськ, вагони №№ 4901, 4902, 4903, 4904, 4906, 4907, 4908, 4909, 4911 та 4912 відправлені до Нижнього Нового. Вагон № 4910 було збережено для музею.

### Нижній Новгород

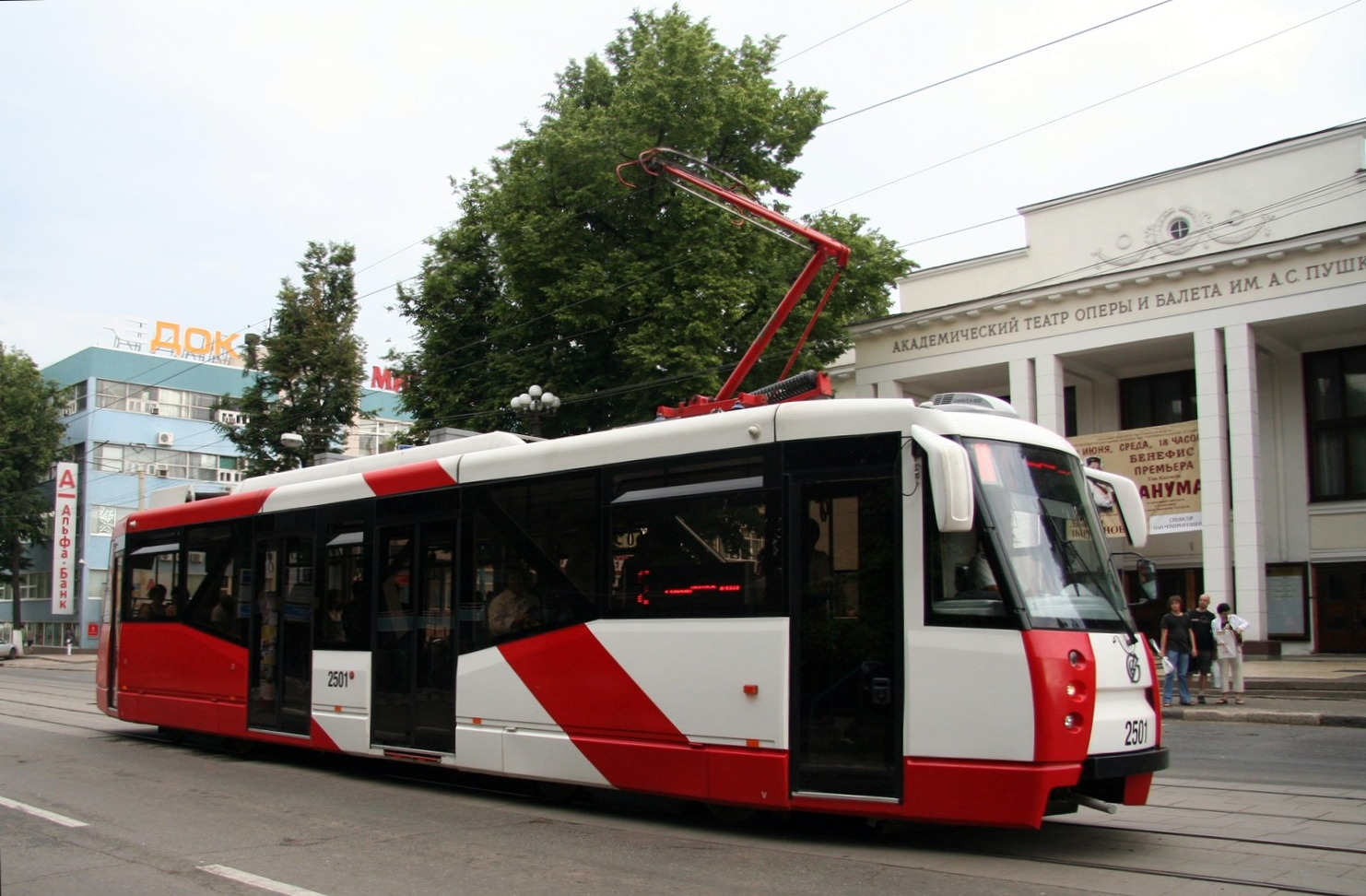
ЛМ-2008 У Нижньому Новгороді

Надійшов 15 березня 2009 року до трамвайного депо № 2. Отримав номер 2501. Після проходження обкатки було презентовано пресі та представникам ДТІС 26 березня. 9 вагонів 71-153.3 та 2 вагони 71-153 надійшли з Москви до трамвайного депо № 2.

### Красноярськ
Надійшов 8 червня 2009 року, отримав номер 007, з 11 червня 2009 року працює на маршрутах.

### Донецьк

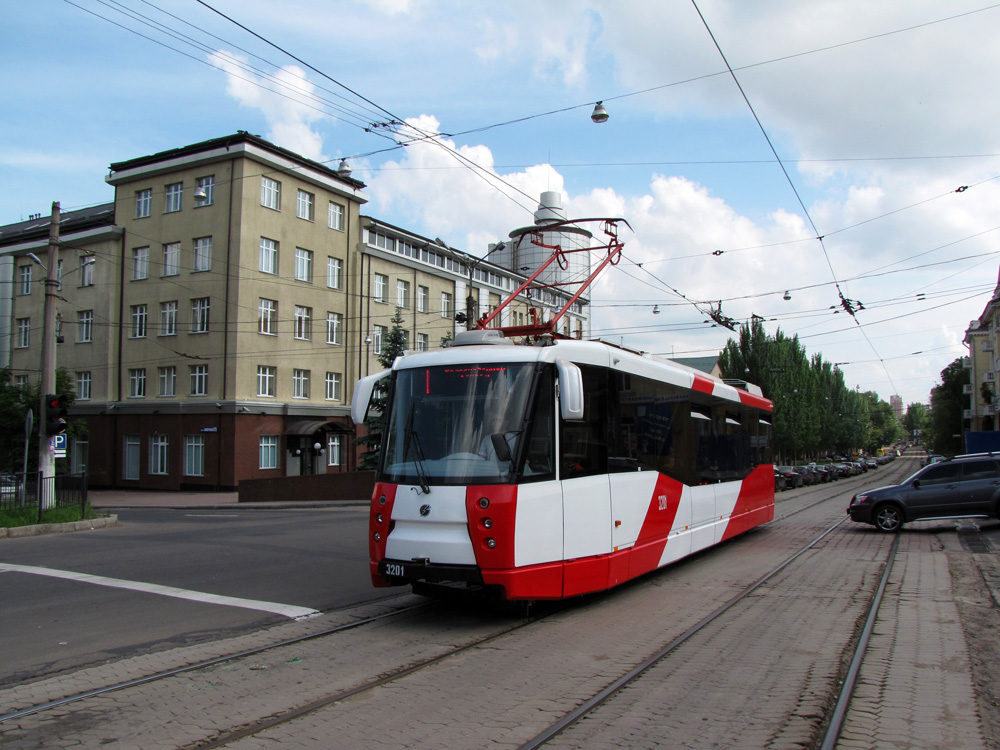
ЛМ-2008 в Донецьку

Прибув до Донецька 4 березня 2010 року для сертифікації. 13 березня розпочалася обкатка. 31 травня 2010 року отримав бортовий номер 3201 і розпочав роботу з пасажирами на маршруті № 1.
Маріуполь
Прибув перший 71-153 5 вересня 2012 року та отримав бортовий номер 401 зав. 61. Другий вагон прибув у жовтні 2012 року та отримав бортовий борт 402 зав 62. Подарунок від Метінвест. 402 вагон відсторонено у 2017 році і став донором для 401. 401 відсторонено у лютому 2022 року через Вторгнення Росії в Україну та Бої за Маріуполь. 401 вагон отримав незначні пошкодження, розбиті шибки.

## Світлини

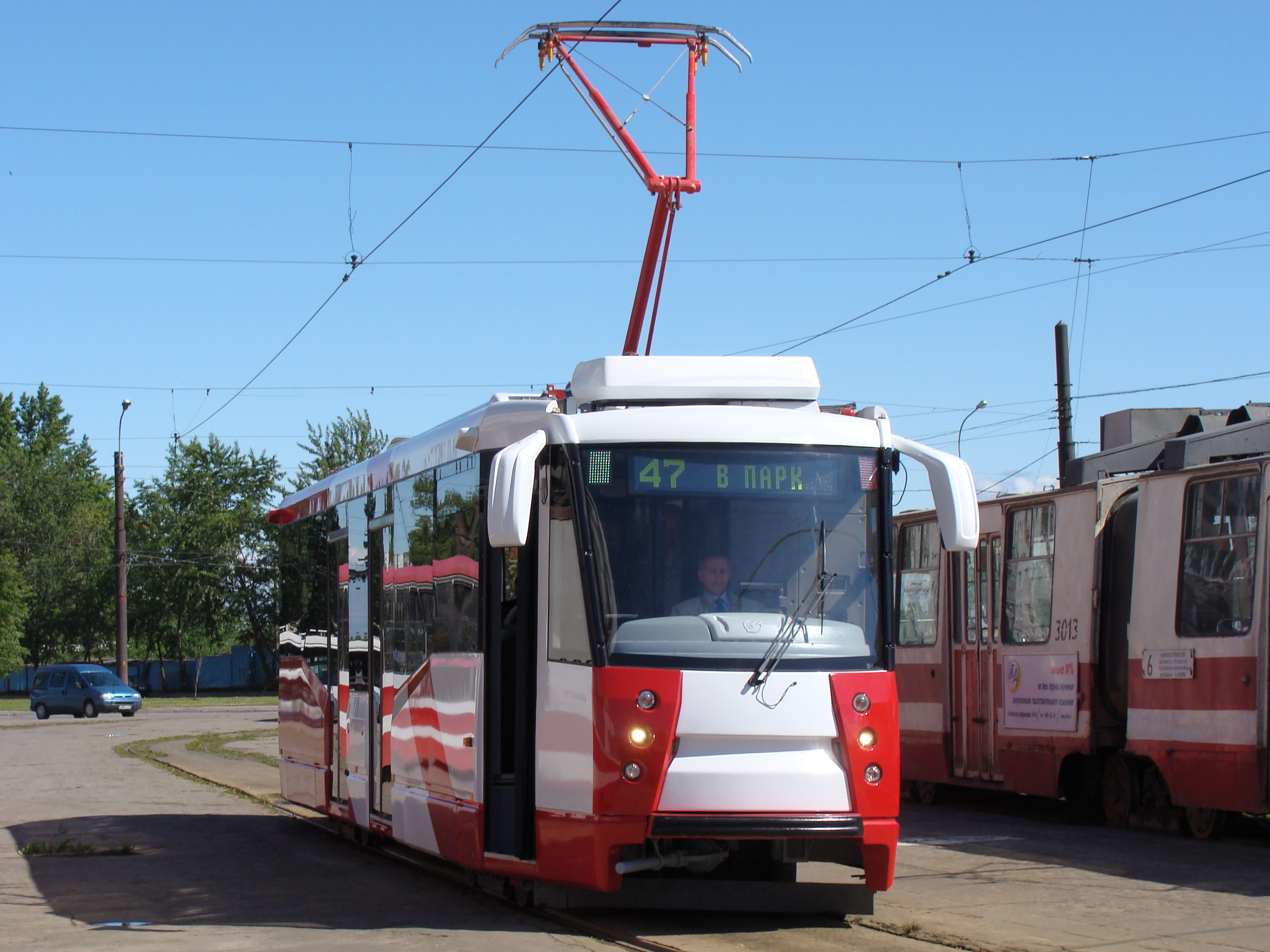
ЛМ-2008 в Санкт-Петербурзі
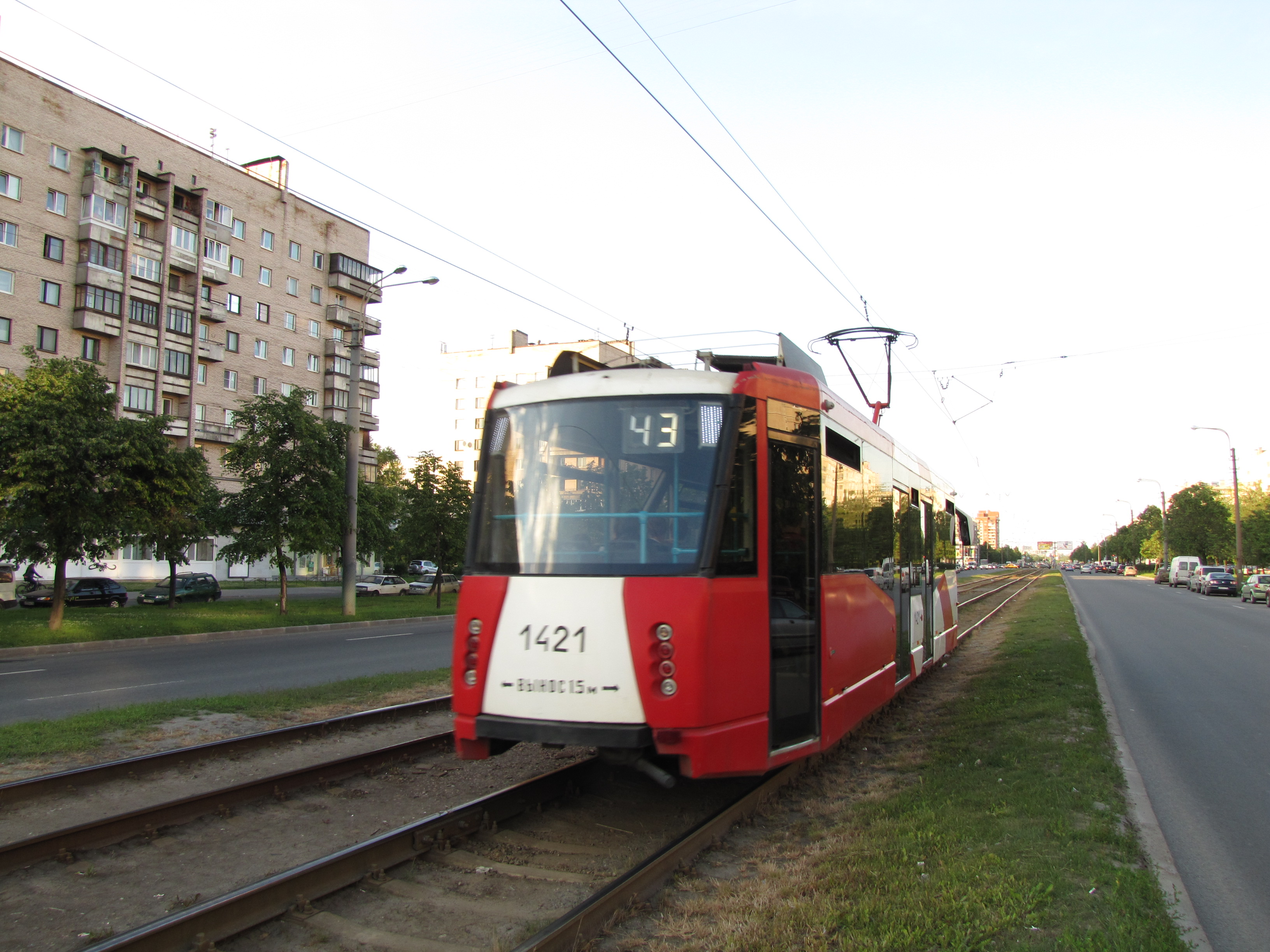
ЛМ-2008 в Санкт-Петербурзі
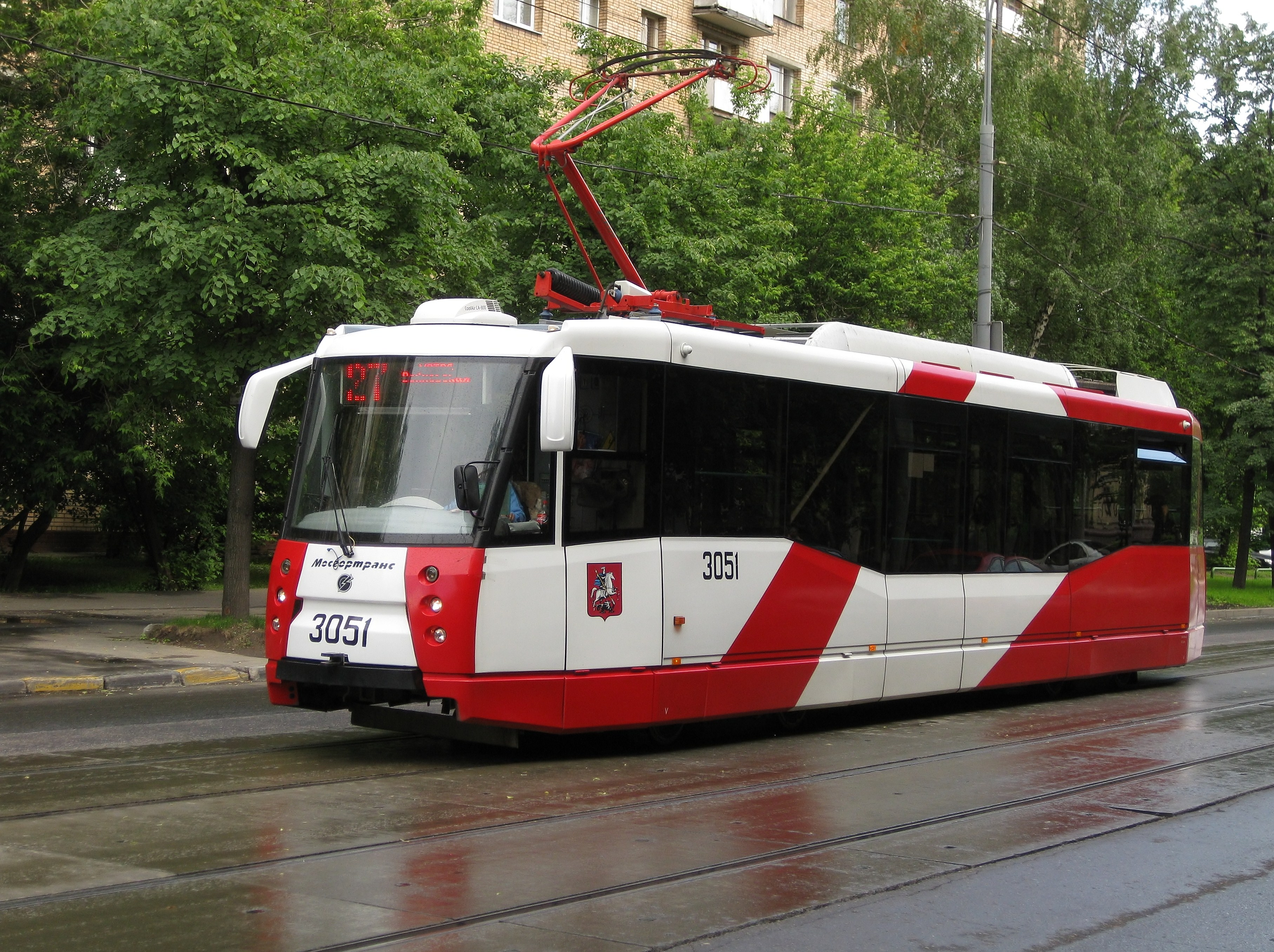
ЛМ-2008 в Москві
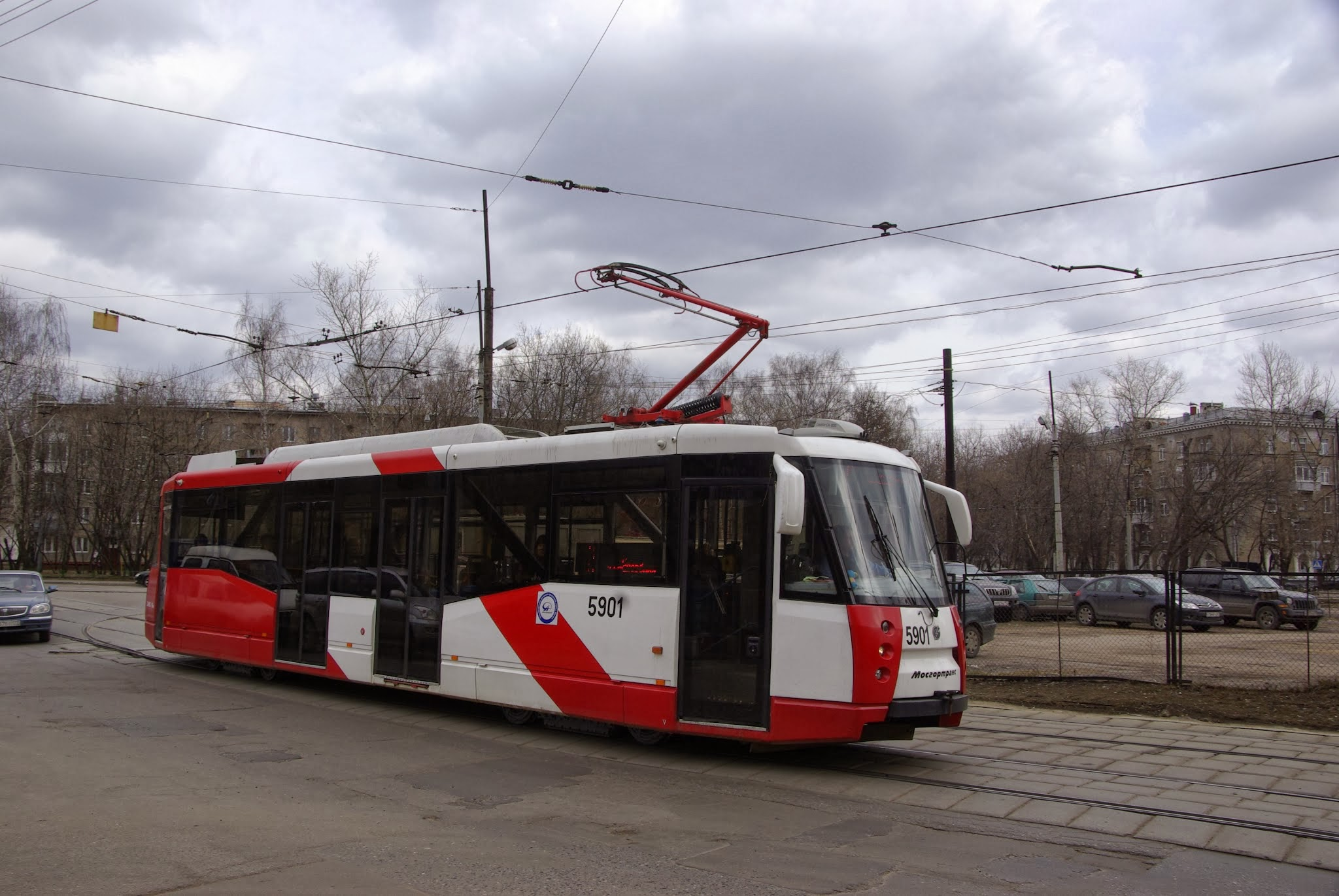
ЛМ-2008 в Москві
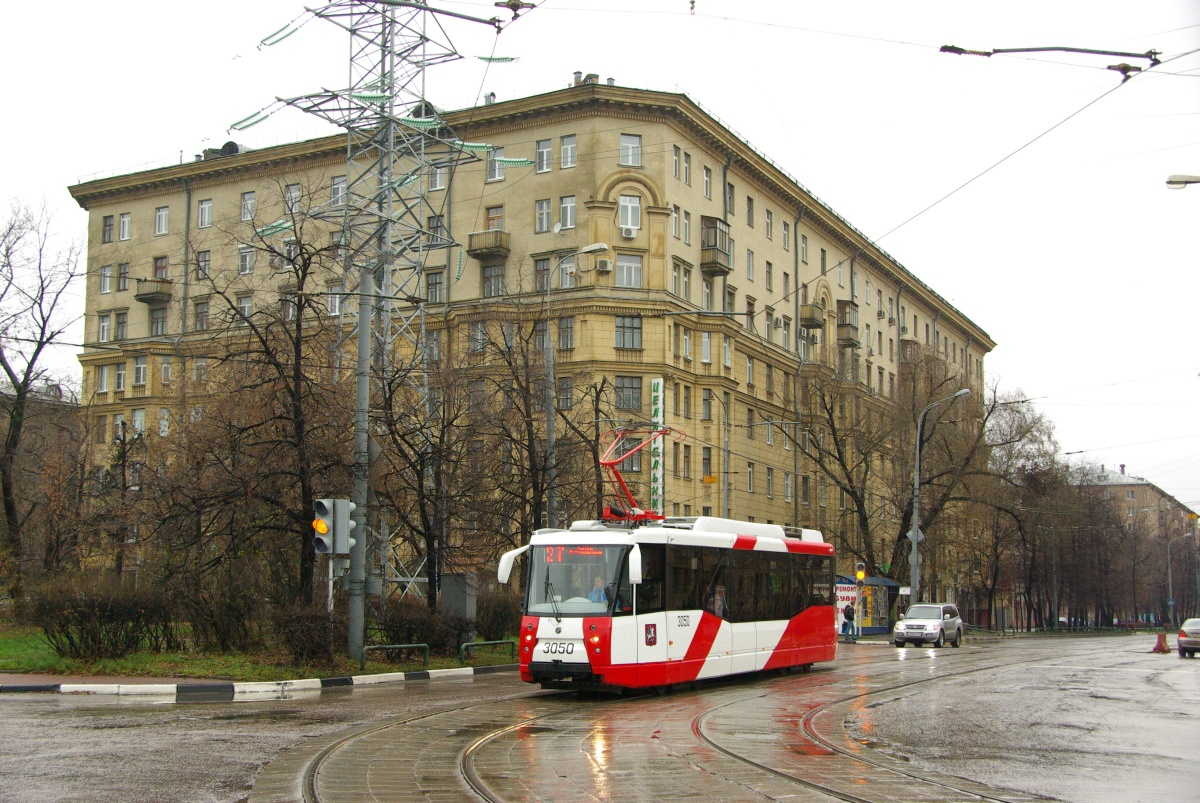
ЛМ-2008 в Москві
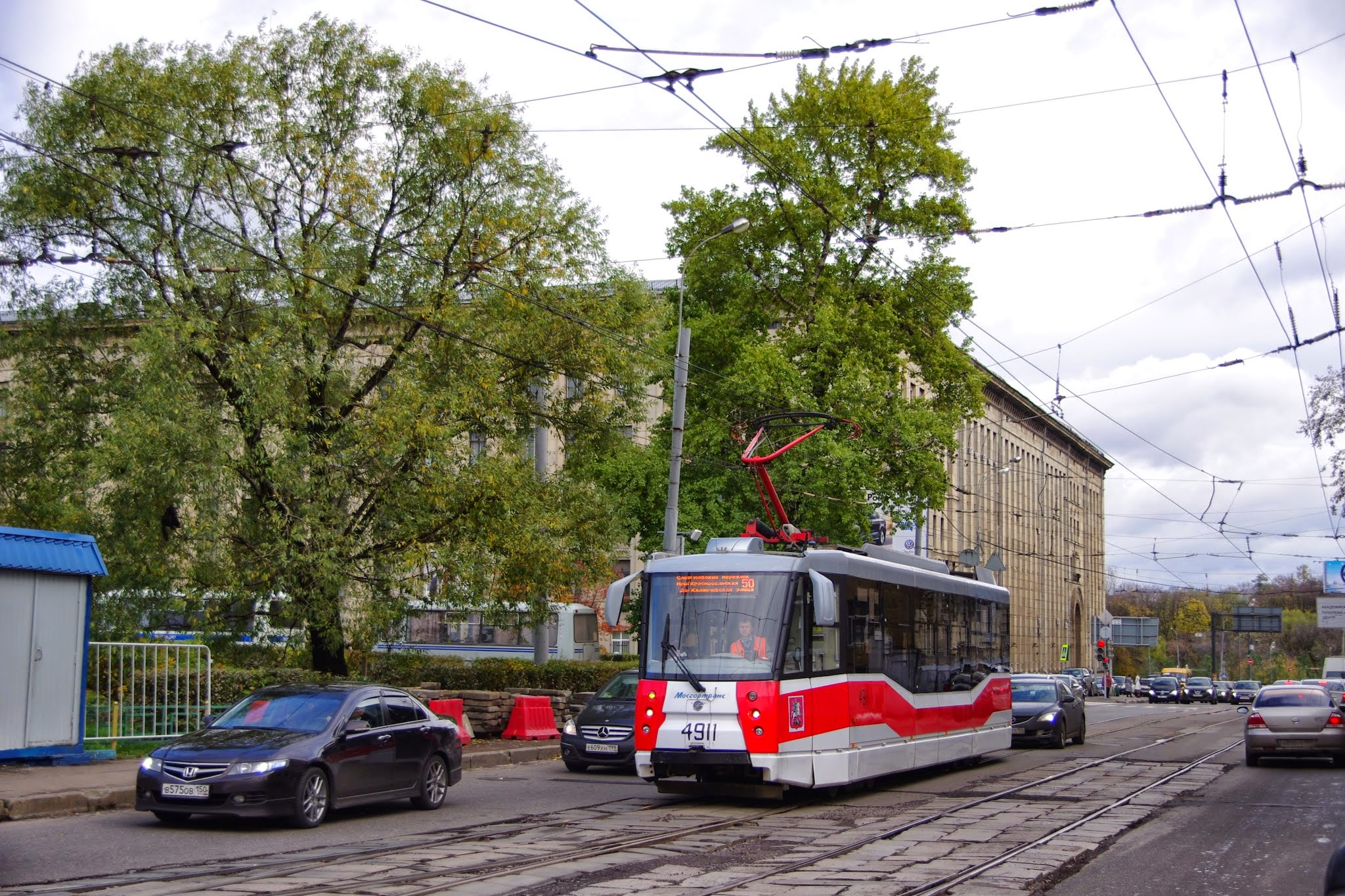
ЛМ-2008 в Москві
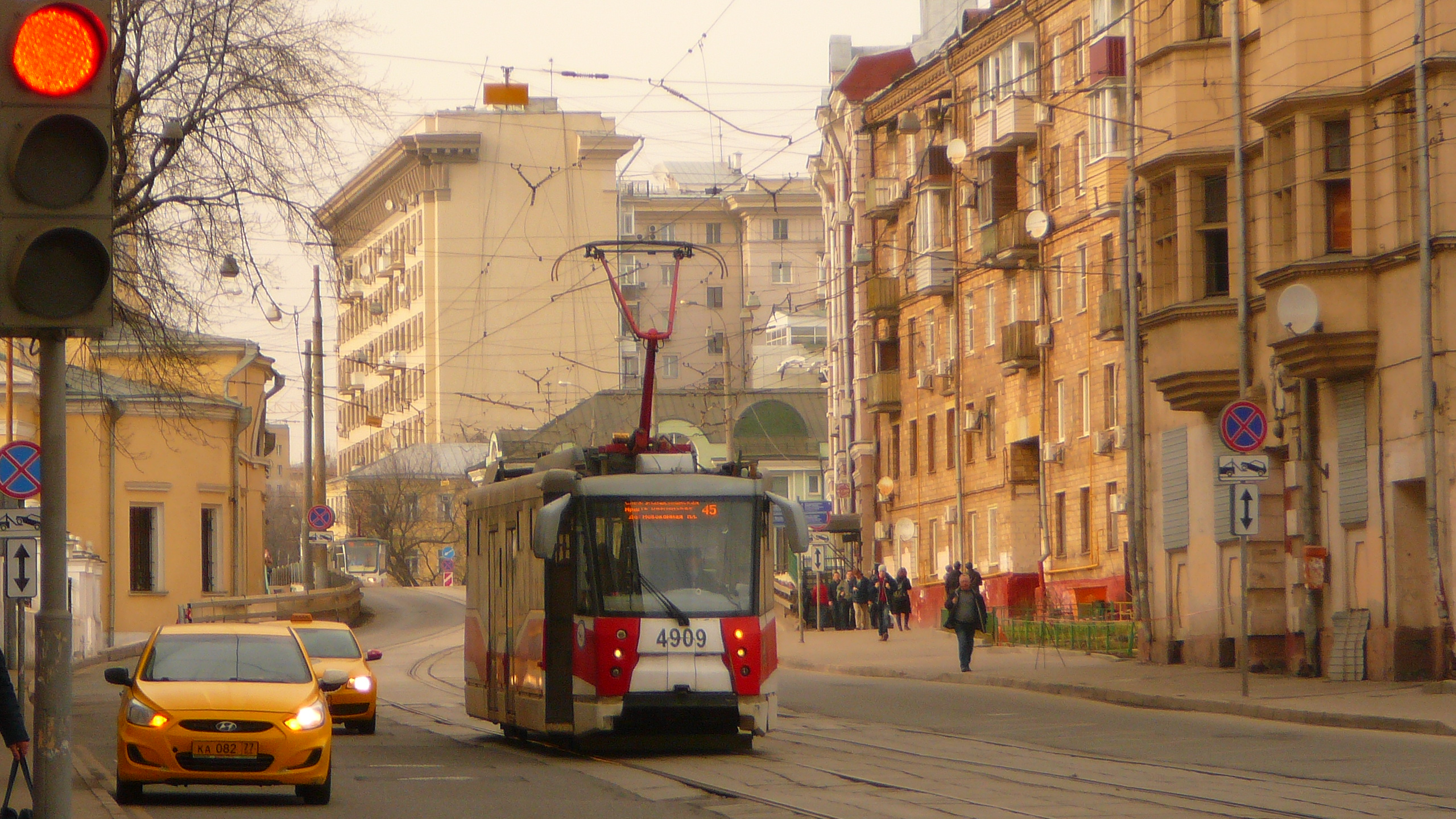
ЛМ-2008 в Москві
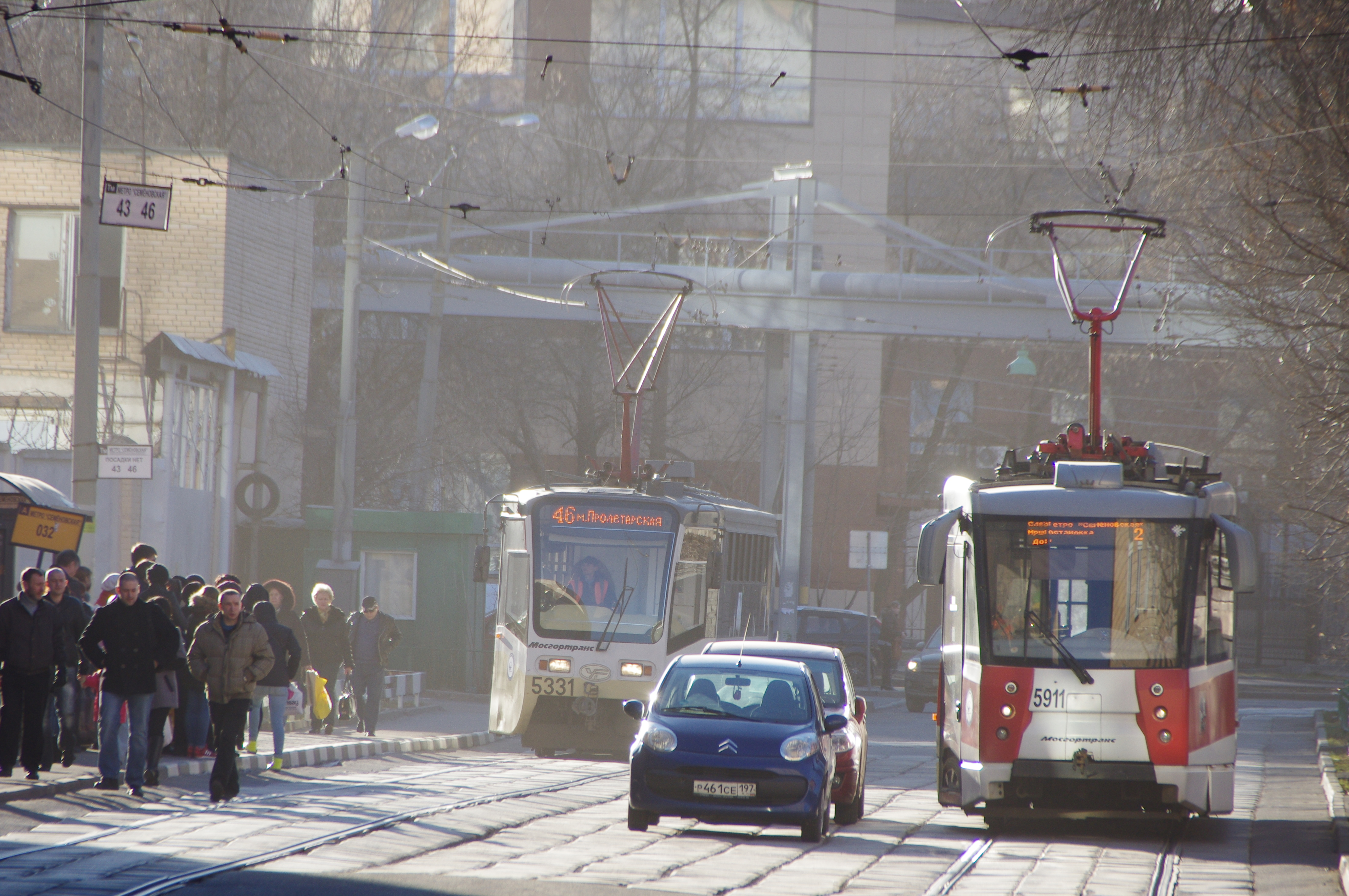
ЛМ-2008 в Москві
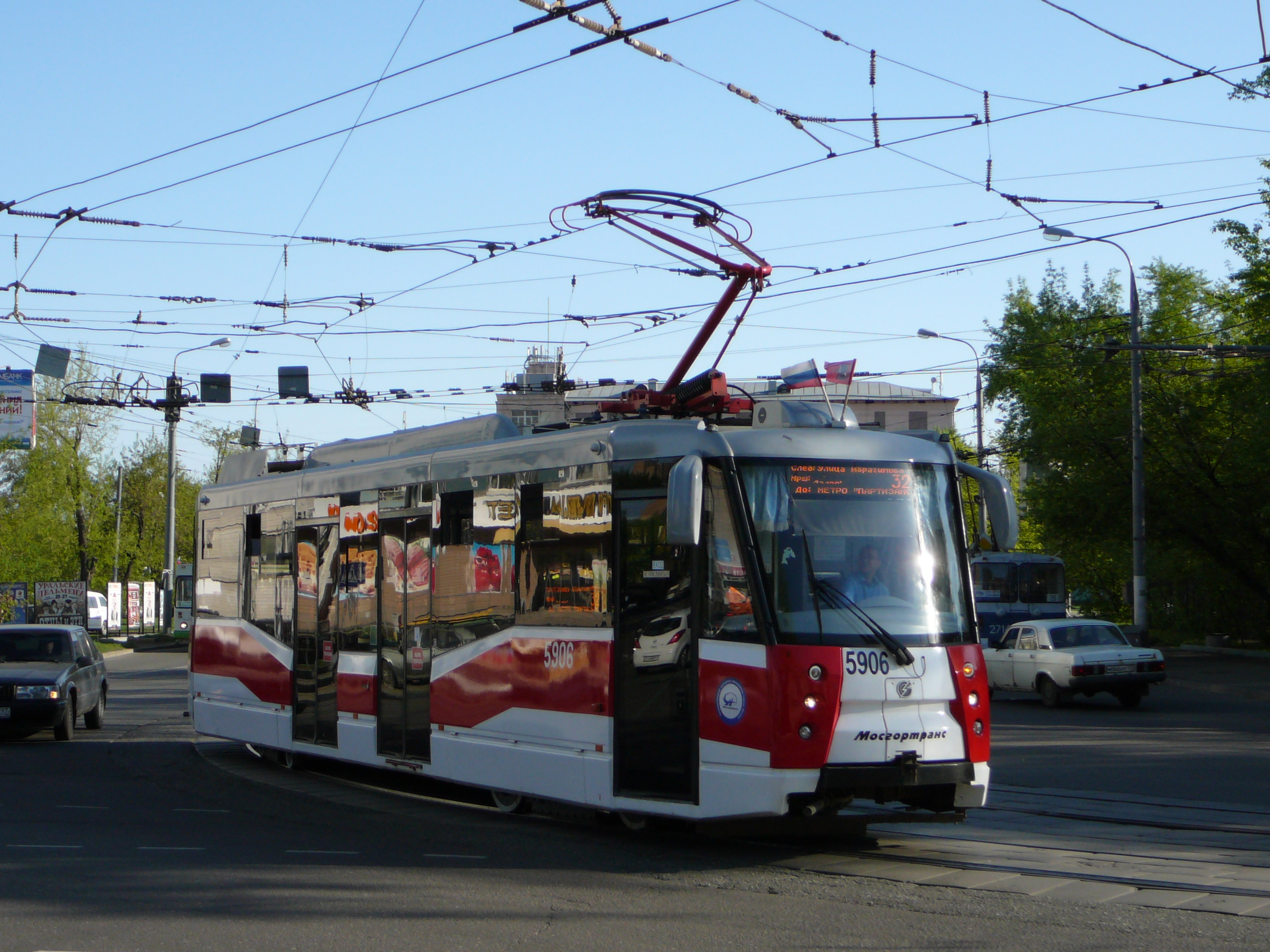
ЛМ-2008 в Москві
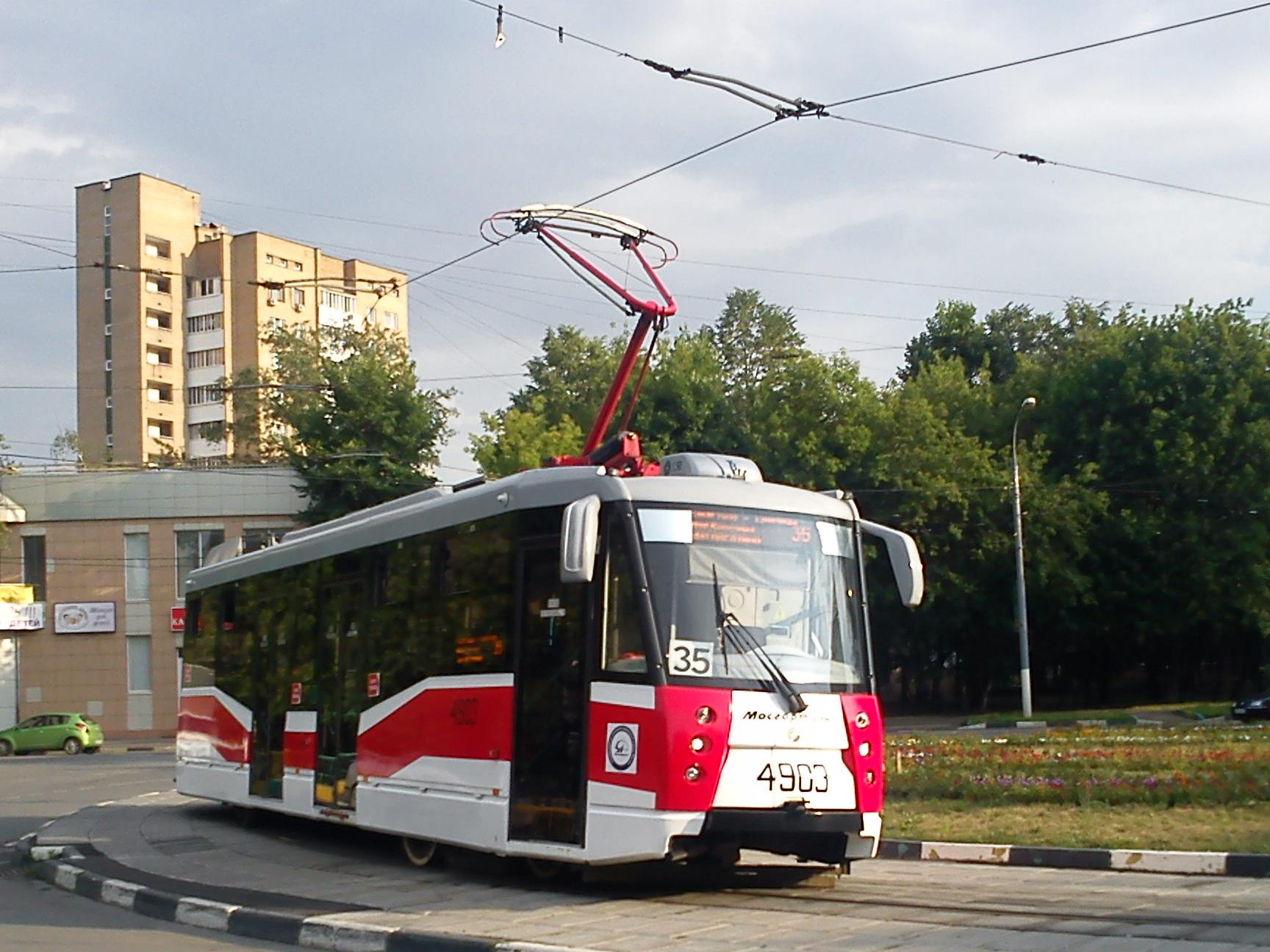
ЛМ-2008 в Москві
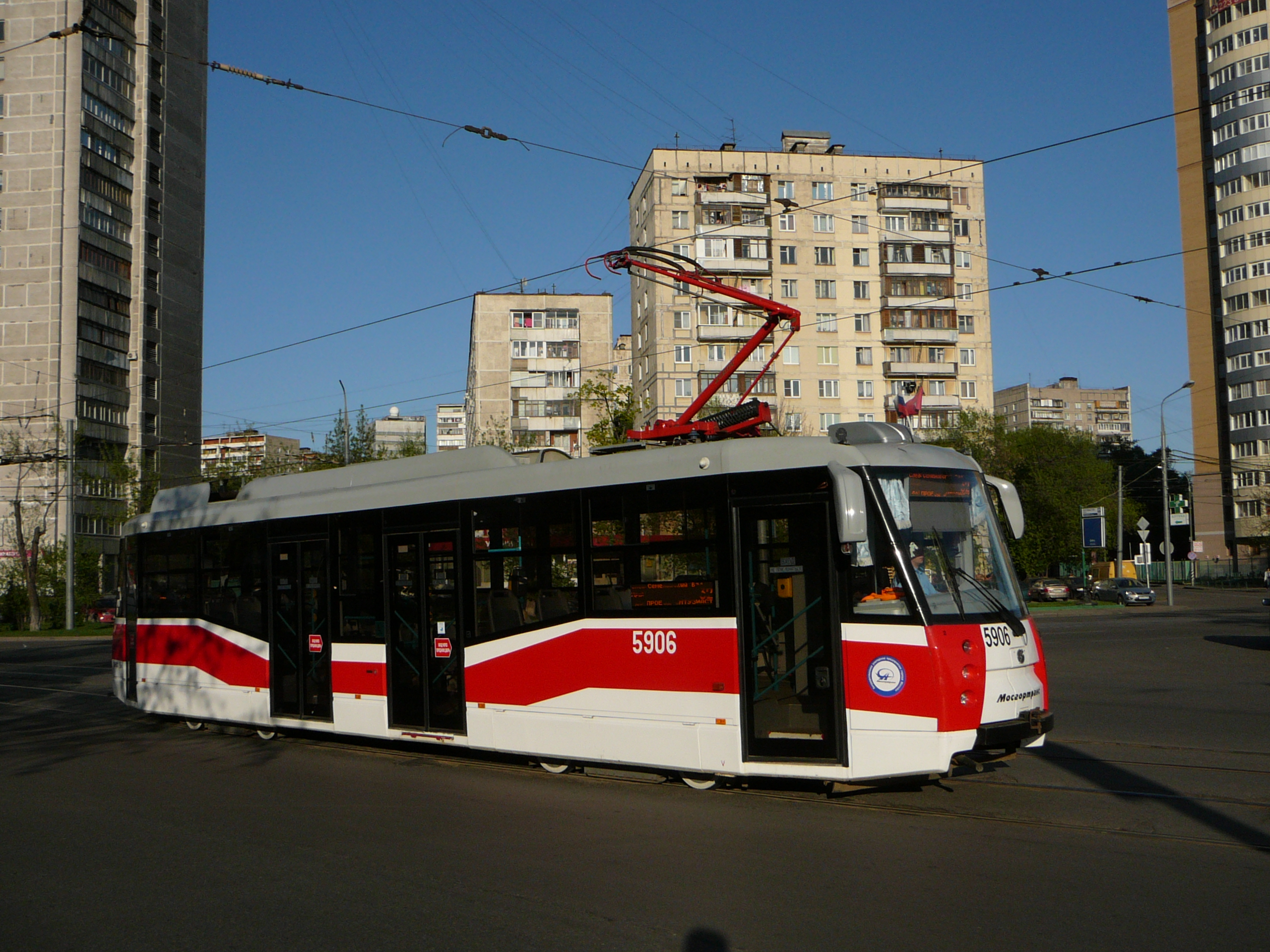
ЛМ-2008 в Москві
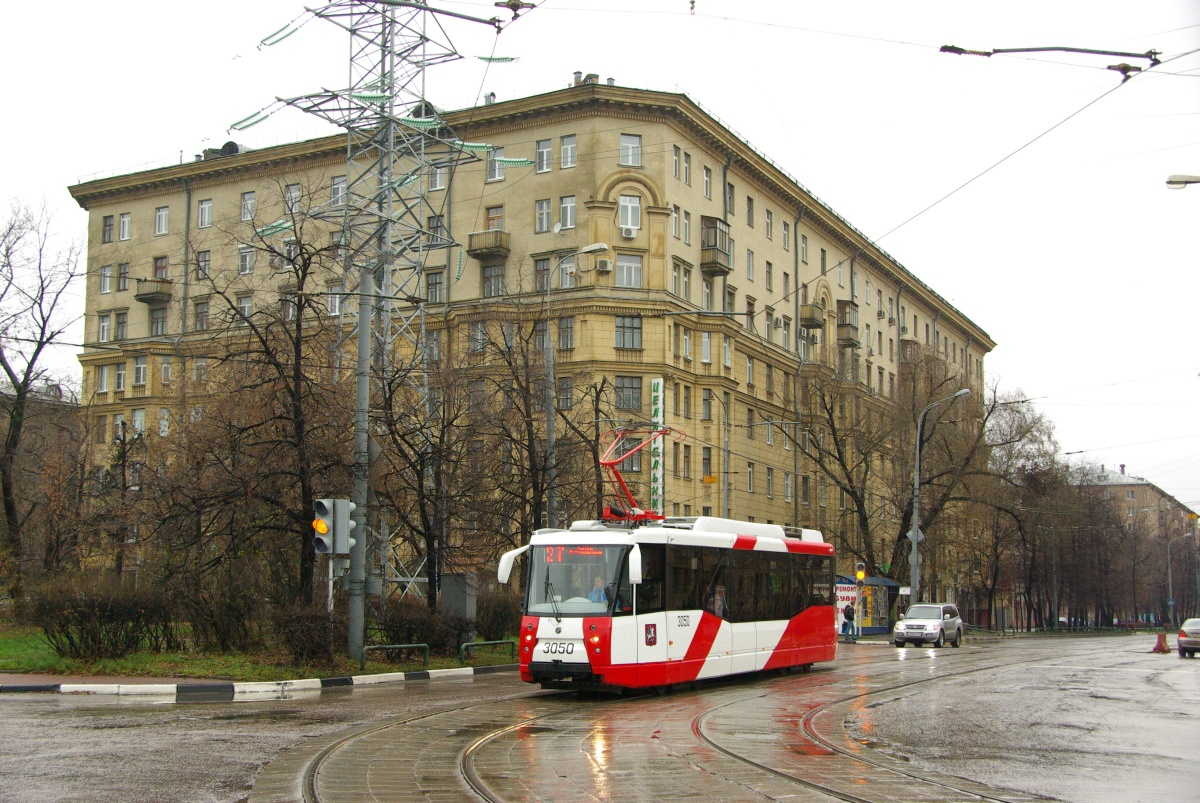
ЛМ-2008 в Москві
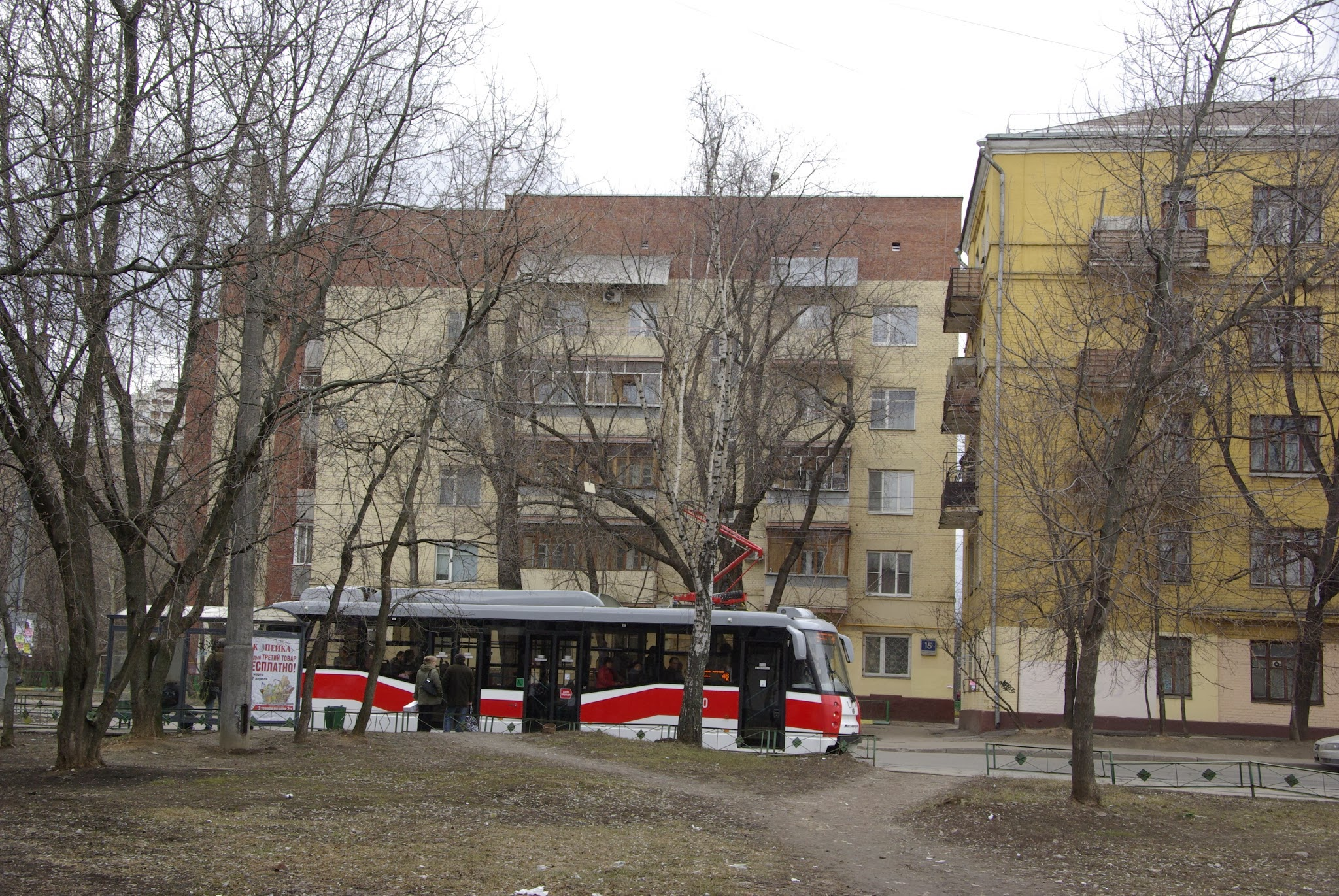
ЛМ-2008 в Москві
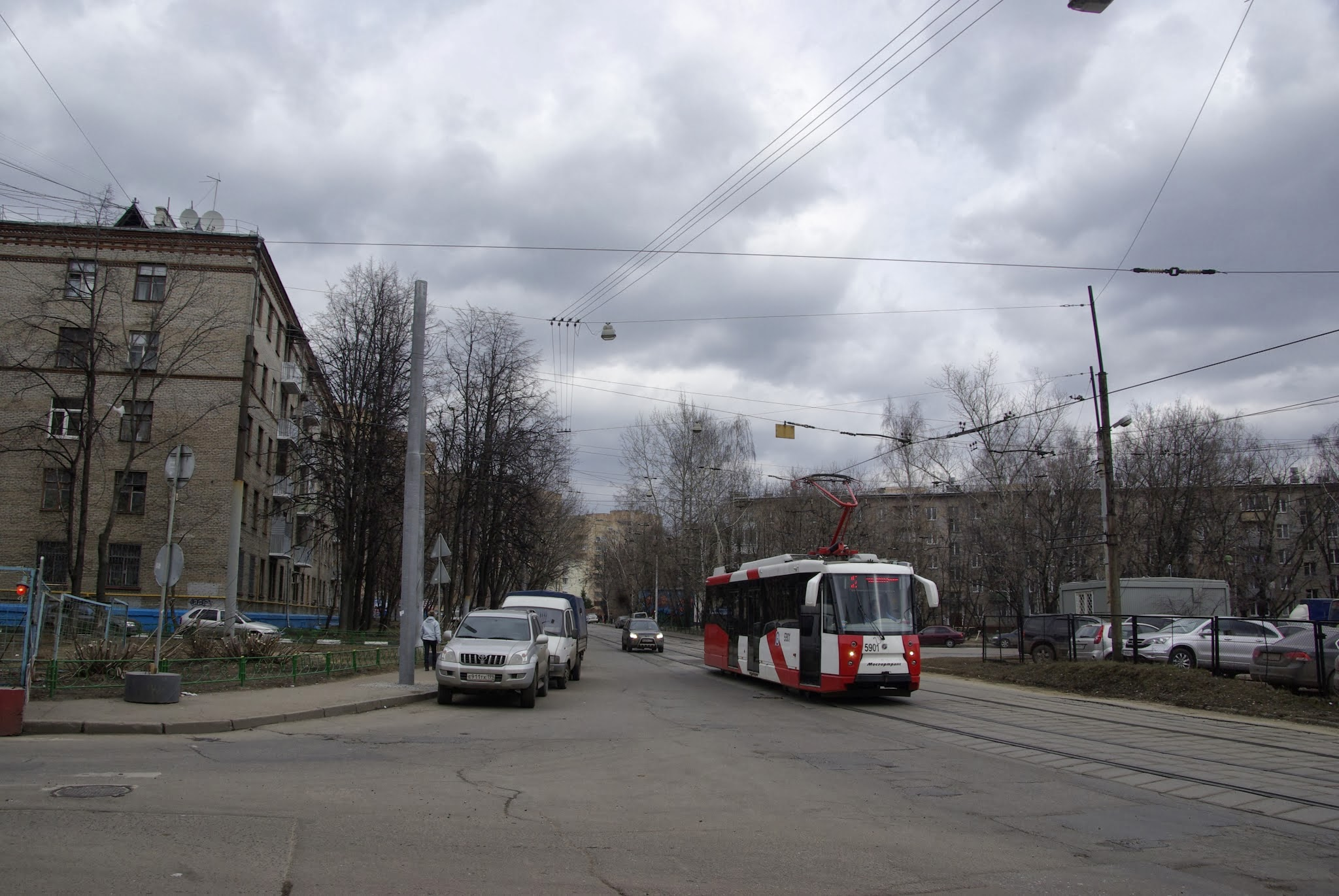
ЛМ-2008 в Москві
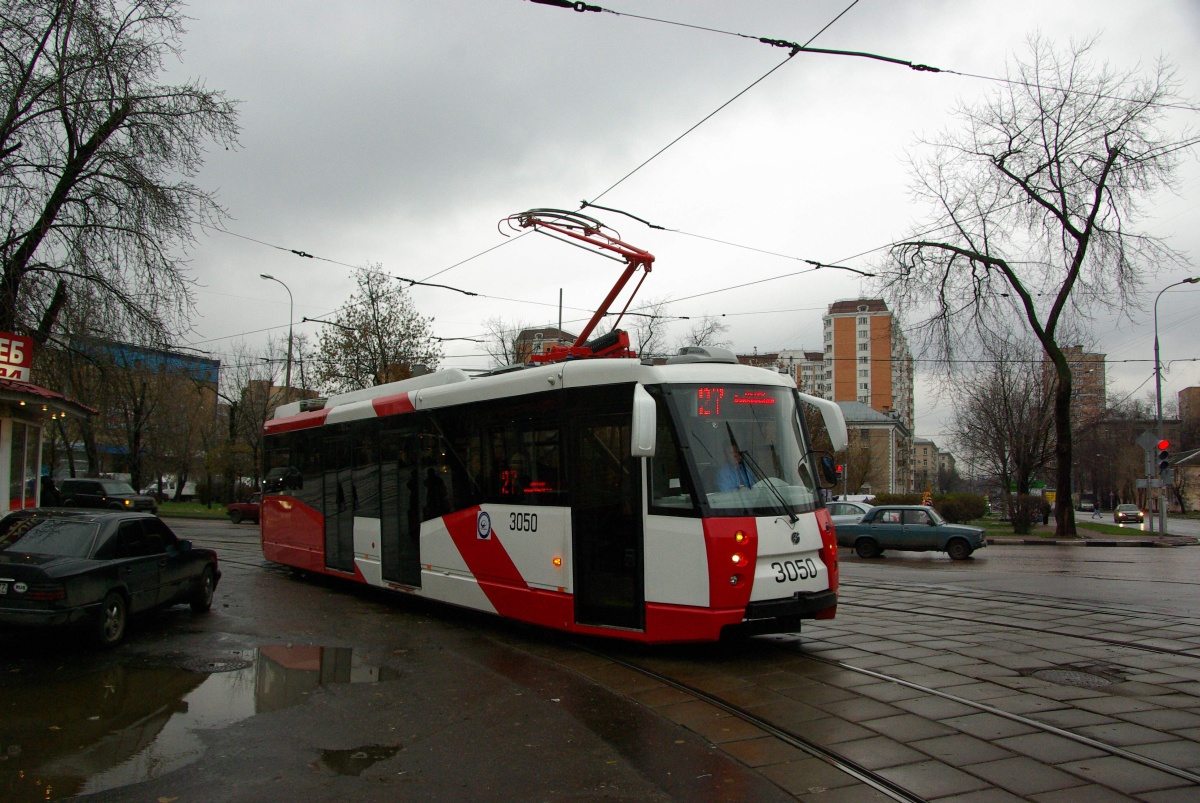
ЛМ-2008 в Москві
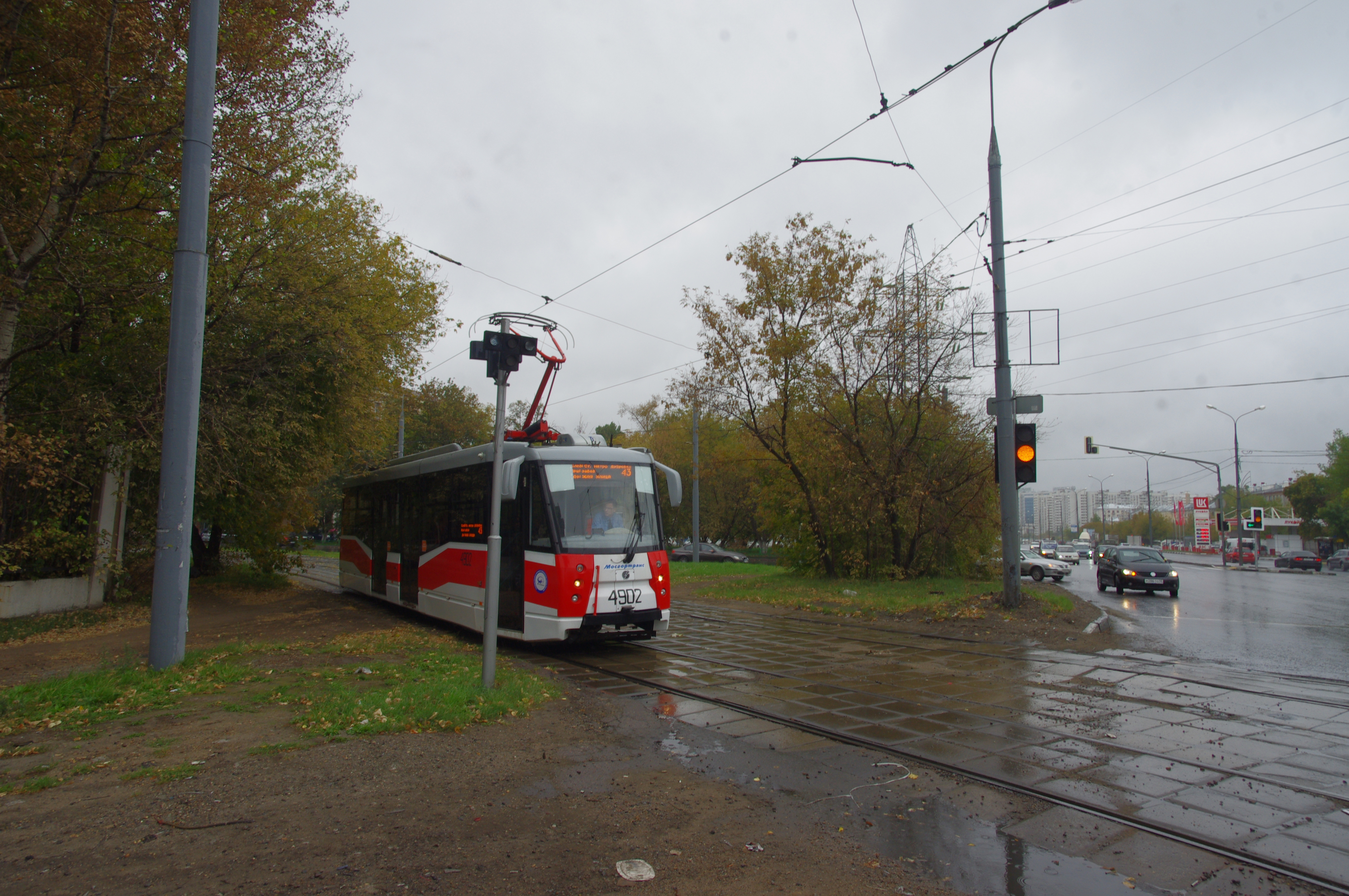
ЛМ-2008 в Москві
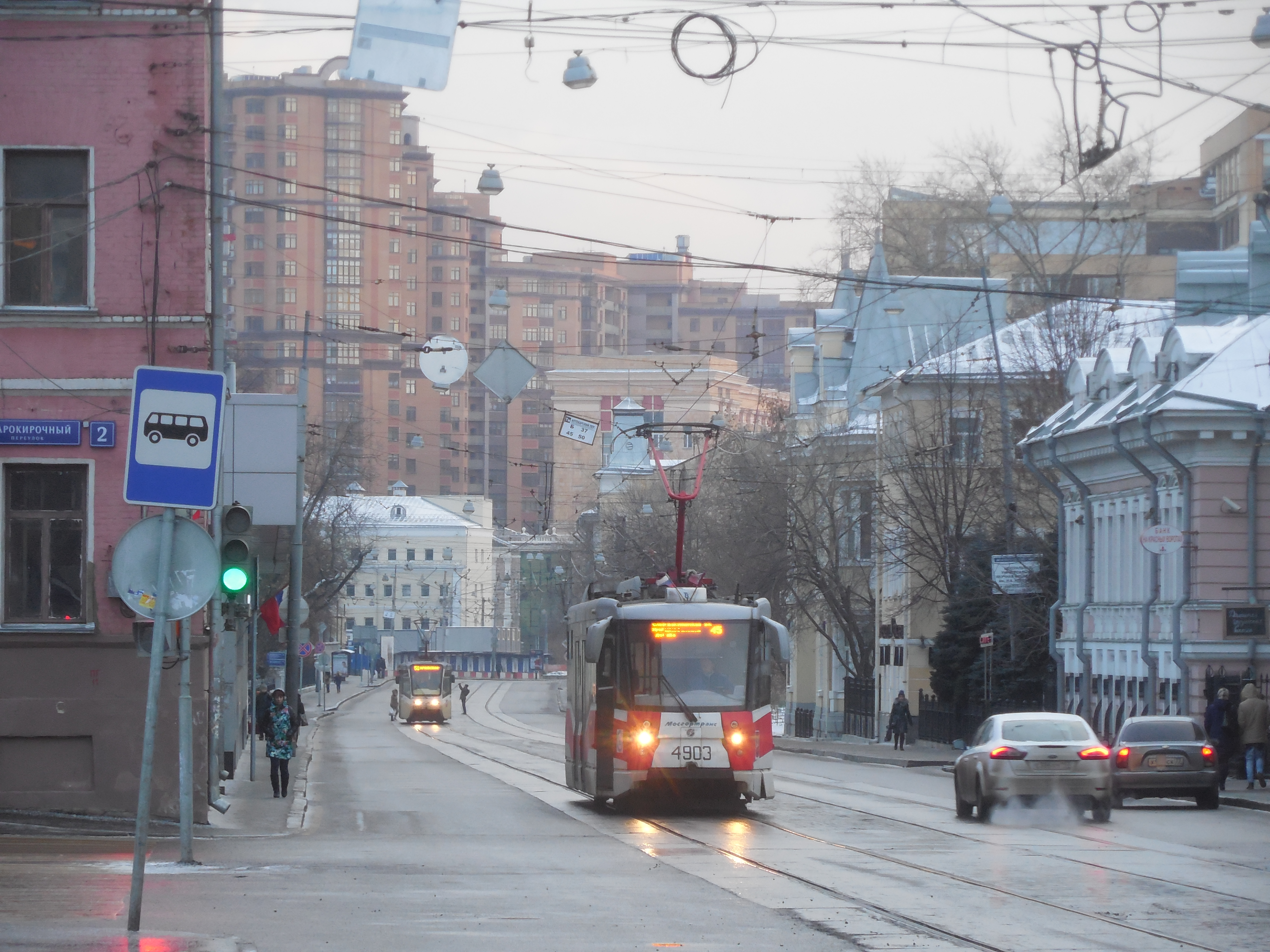
ЛМ-2008 в Москві
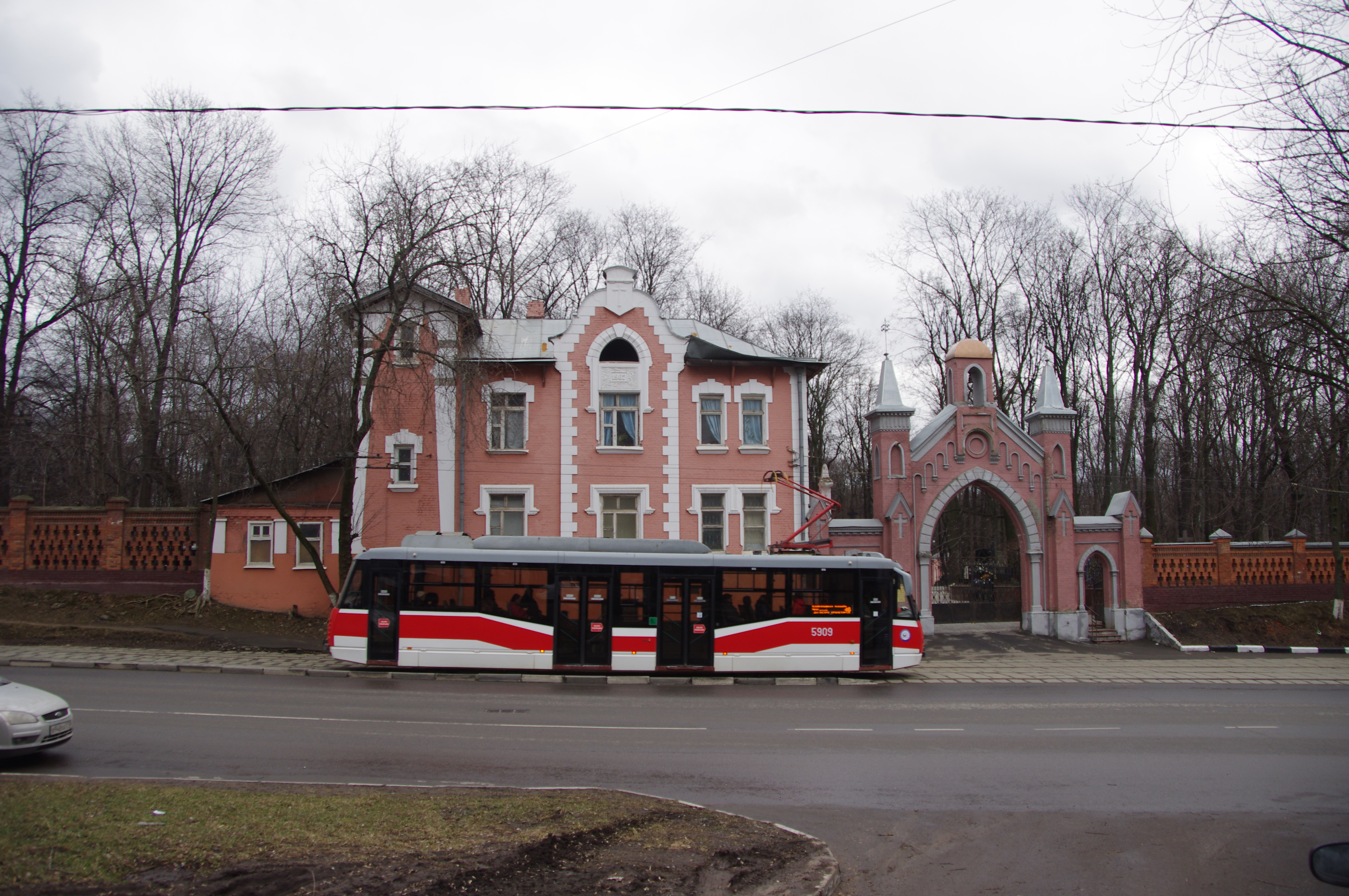
ЛМ-2008 в Москві
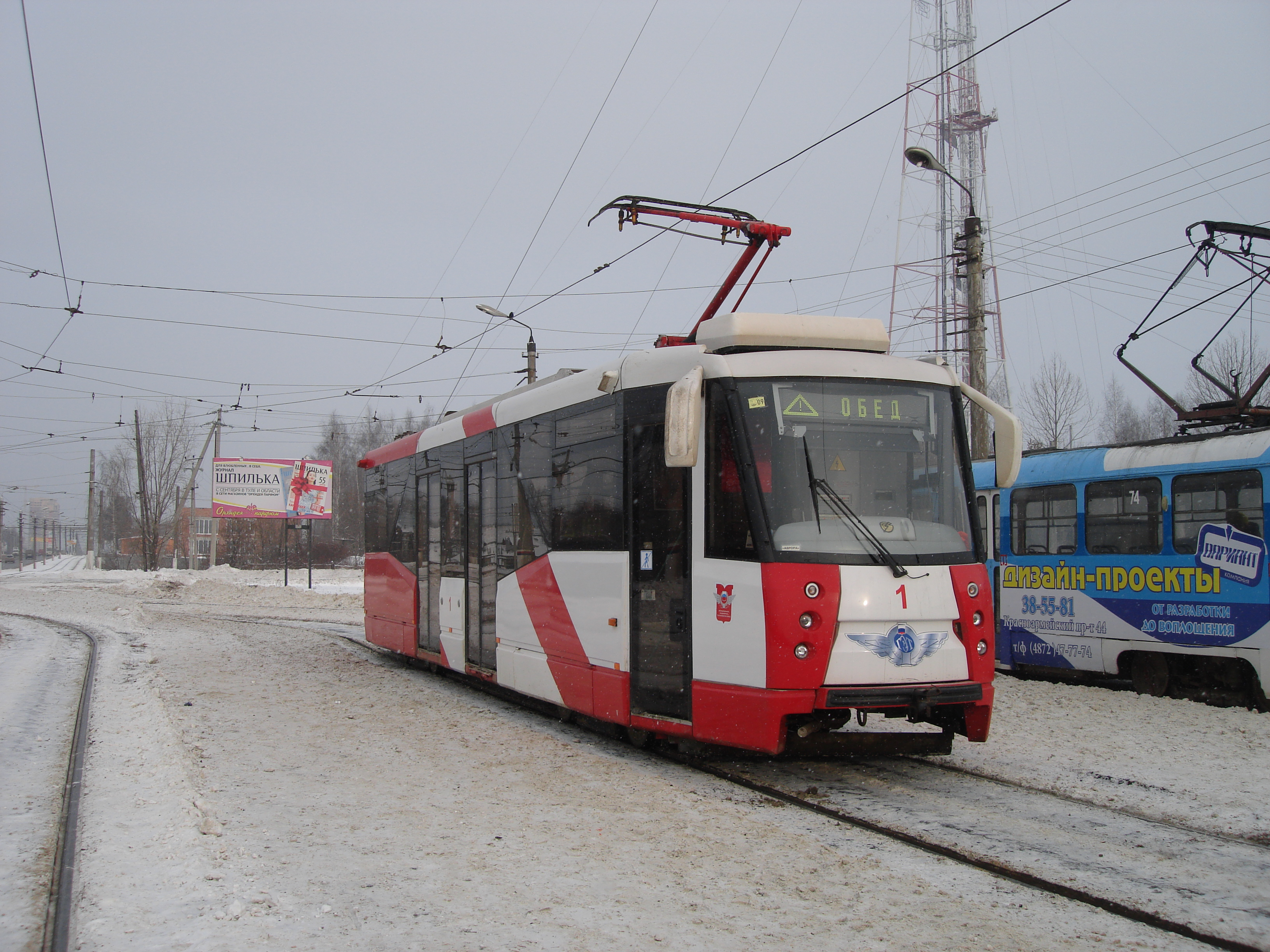
ЛМ-2008 в Тулі
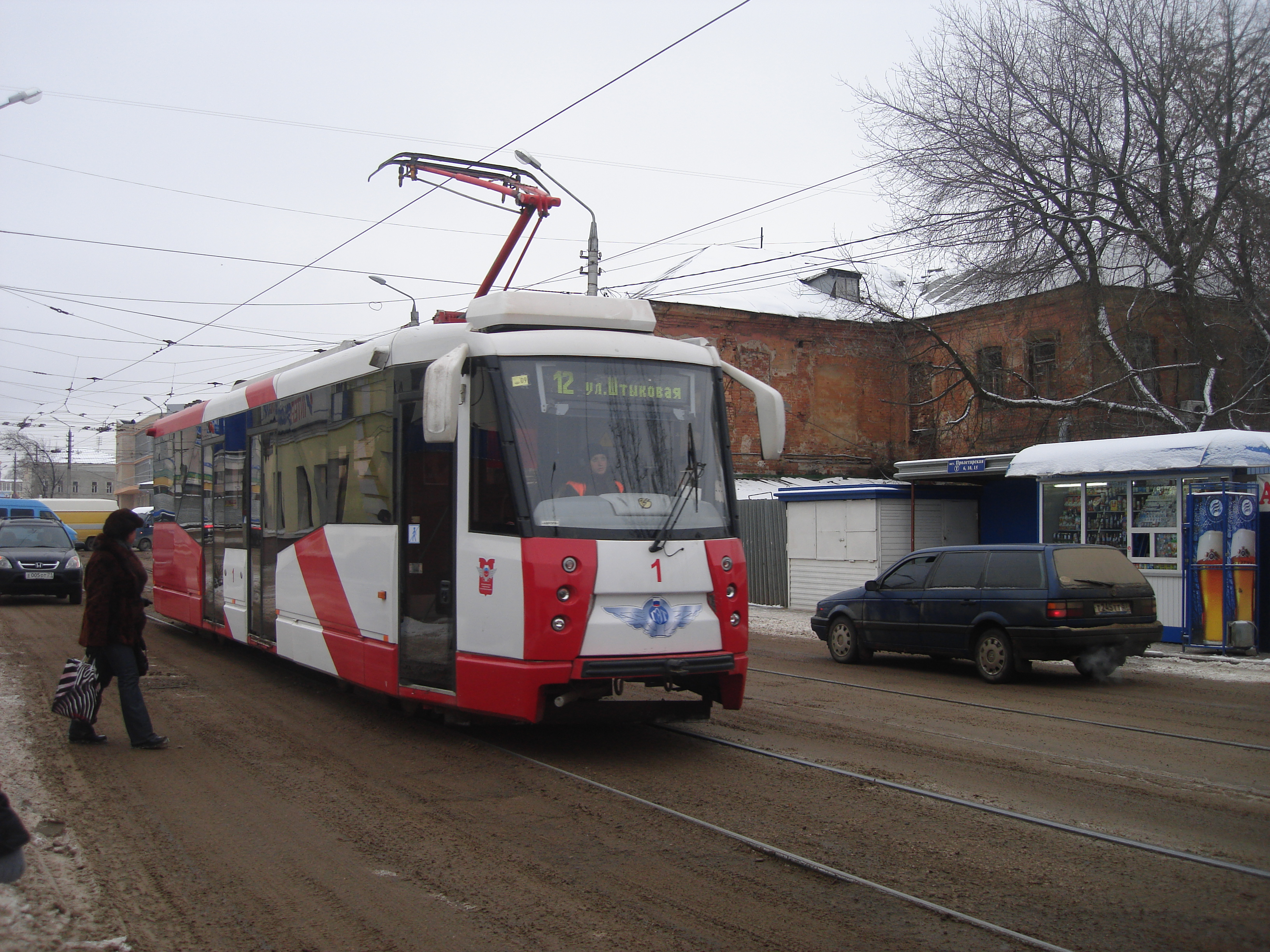
ЛМ-2008 в Тулі
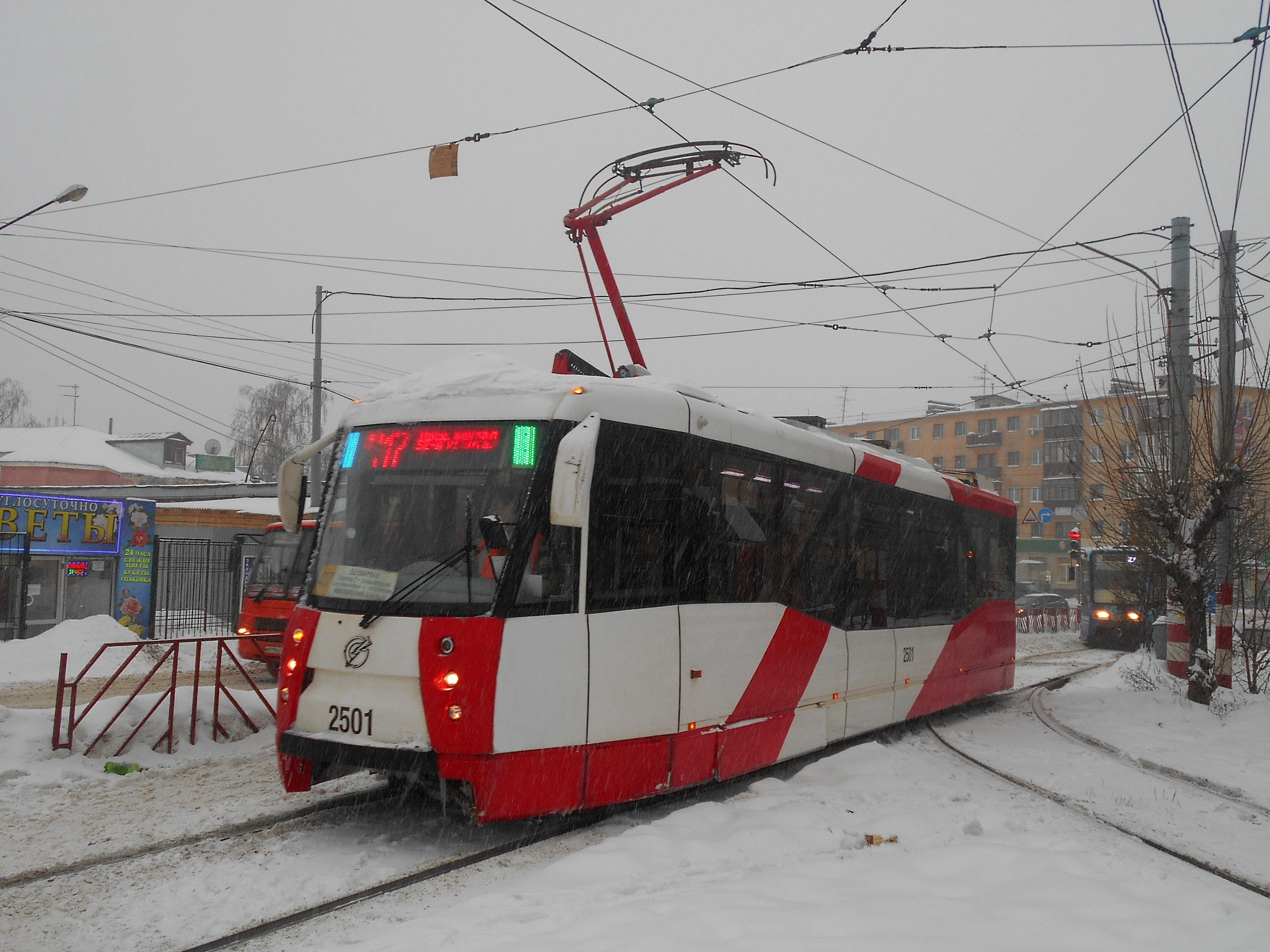
ЛМ-2008 в Нижньому Новгороді
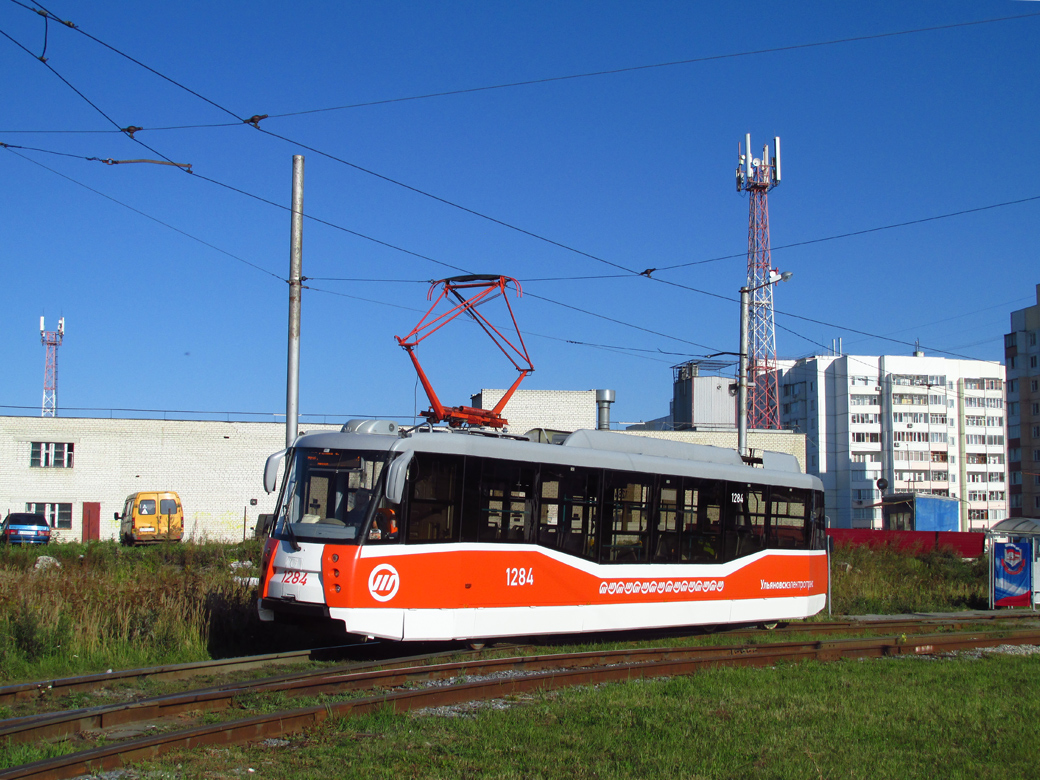
ЛМ-2008 в Ульяновську
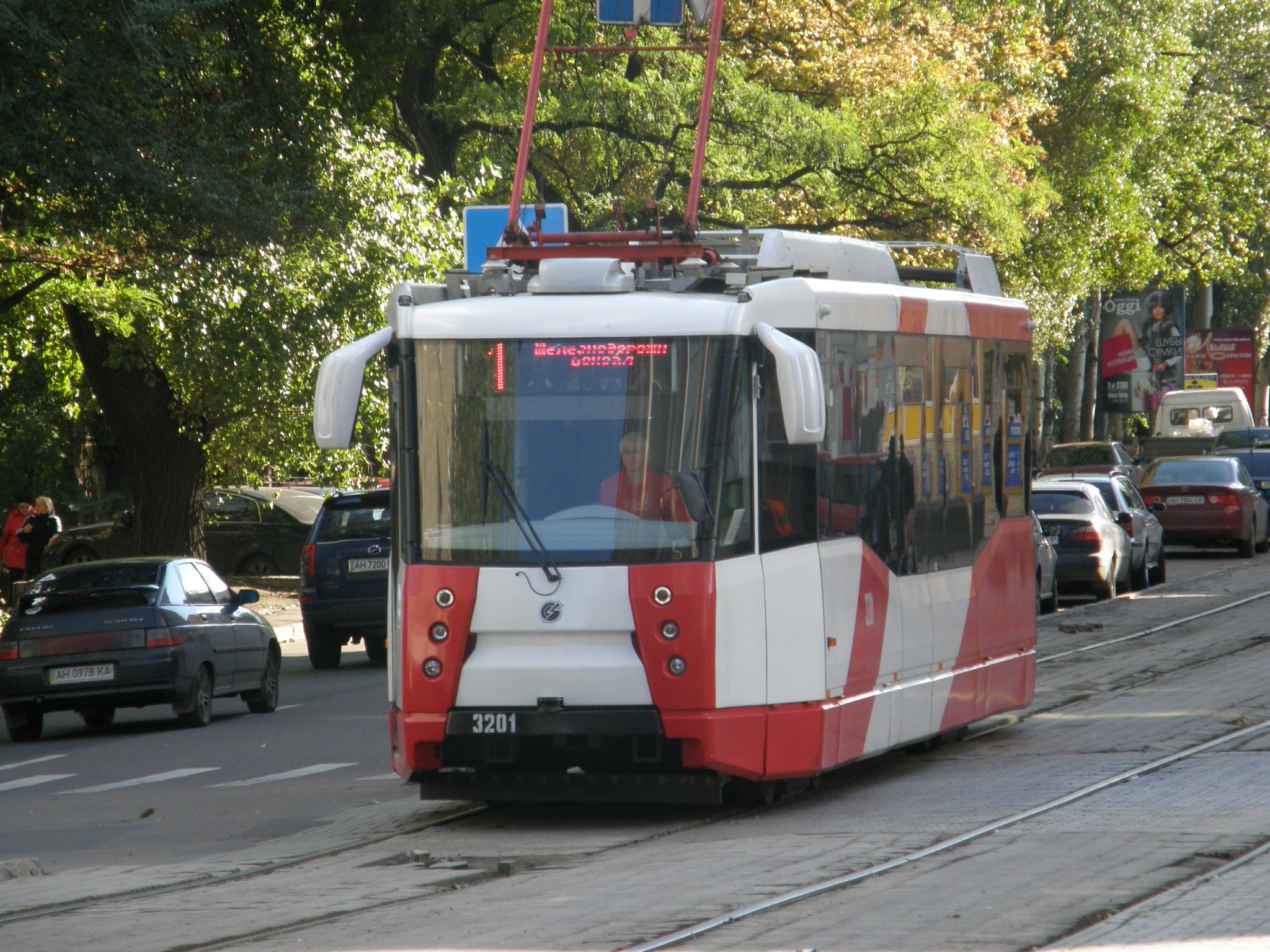
ЛМ-2008 в Донецьку